# Peru
Peru ([peˈruː], spanisch Perú [peˈɾu]; amtlich Republik Peru, spanisch República del Perú, Quechua Piruw Ripuwlika Aymara Piruwxa Ripuwlika) ist ein Staat im westlichen Südamerika und grenzt im Norden an Ecuador und Kolumbien, im Osten an Brasilien, im Südosten an Bolivien, im Süden an Chile und im Westen an den Pazifik. Die Etymologie des Landesnamens wird in der etymologischen Liste der Ländernamen erläutert.

## Geografie
Peru ist nach Brasilien und Argentinien flächenmäßig das drittgrößte Land in Südamerika. Sein Territorium erstreckt sich über 1.285.216 km² und grenzt im Norden an Ecuador und Kolumbien, im Osten an Brasilien und Bolivien, im Süden an Chile und im Westen an den Pazifischen Ozean. Die Länge der Landesgrenze mit Ecuador beträgt 1420 km, mit Kolumbien 1626 km, mit Brasilien 2995 km, mit Bolivien 900 km und mit Chile 160 km. Die Gesamtlänge der Landesgrenzen beträgt 7101 Kilometer. Der nördlichste Punkt des Landes liegt etwa 4 km südlich des Äquators.
Das Land wird von der Andenkordillere dominiert, deren Höhen Ursprung zahlreicher Flüsse sind, die entweder in den Pazifischen Ozean münden oder durch den Amazonas-Regenwald in den Atlantik fließen. In diesen Regionen entstanden bedeutende alte Zivilisationen mit einem bemerkenswerten archäologischen Erbe, darunter das Inkareich.

### Landschaftszonen
Peru liegt in drei unterschiedlichen Landschaftszonen mit ihren klimatischen Besonderheiten:
- Costa (Küste) – ca. 12 % der Staatsfläche,
- Sierra (Anden, Hochland) – ca. 28 %,
- Selva (Regenwald, Wolken- und Nebelwald) ca. 60 %.

#### Costa

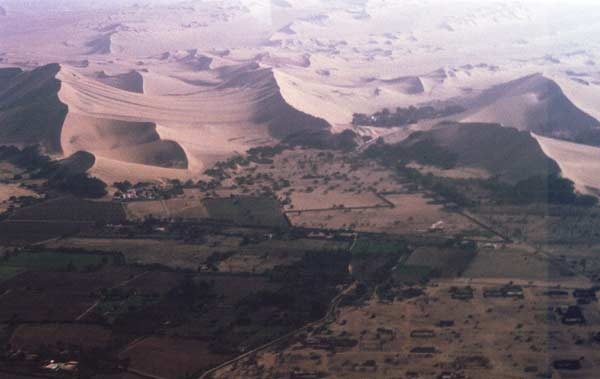
Küstenlandschaft bei Ica

Die Costa steht unter dem Einfluss des Humboldtstroms und ist weitgehend eine Küstenwüste, in der nur entlang der aus den Anden kommenden Flüsse in Flussoasen Landwirtschaft möglich ist.
Im Süden Perus, an der Grenze zu Chile beginnt die trockenste Wüste der Erde, die Atacamawüste. Im südlichen Bereich der Costa bis zur Hauptstadt Lima, die ungefähr auf der Hälfte des peruanischen Küstenstreifens liegt, sind Regenfälle im gesamten Jahresverlauf sehr selten.
Nördlich von Lima nehmen Bodenqualität und Regenfälle etwas zu, sodass Landwirtschaft dort auch außerhalb von Flussoasen möglich ist. Die Temperaturen schwanken zwischen 12 °C im Winter und 35 °C im Sommer.
Größere Städte an der Küste, neben Lima, sind (eine Auswahl, von Norden nach Süden): Tumbes, Sullana, Piura, Chiclayo, Trujillo, Chimbote, Huaral, Pisco, Ica, Nazca und Ilo.

#### Sierra

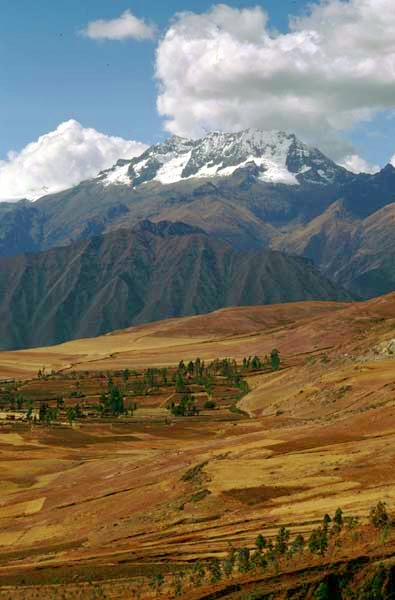
Sierra bei Cusco

Hinter der schmalen Küstenregion beginnt die Sierra. Sie besteht aus mehreren Bergzügen der Anden, die von Längstälern (span. callejón oder valle) unterbrochen werden. Typisch für die gesamte Andenregion sind dazu tief eingeschnittene Täler (Canyons) und Durchbrüche der Gebirgsketten (span. Pongo) durch große Flüsse, an der West- und Ostseite der Kordillere.
Ein typischer Querschnitt der Anden zeigt sich in der zentralen Region Ancash: Von West nach Ost sind das die „Schwarzen Kordilleren“ (Cordillera Negra, bis ca. 5000 m), gefolgt vom Callejón de Huaylas (um 3000 m). Der nächste Bergzug sind die „Weißen Kordilleren“ (Cordillera Blanca), hier befindet sich der höchste Berg Perus, der Huascarán (6768 m). Weiter Richtung Osten erstreckt sich das Callejón de Conchucos (mit dem Fluss Marañón, einem Quellfluss des Amazonas), abgelöst von weiteren Bergketten.
Die höchsten Berge sind Nevado Huascarán (6768 m), Yerupaja (6634 m), Coropuna (6425 m).
Während im Norden des Landes die Anden nicht bis zur Schneegrenze reichen und sehr vegetationsreich sind (klimatische Zone des Páramo), zeigen sie sich im zentralen Gebiet sehr steil, teilweise mit breiteren Tälern und hohen Bergen mit ewigem Schnee und Eis (Gletscher). Im mittleren Süden Perus (ab dem Breitengrad der Hauptstadt Lima) zeigt sich die Landschaft eher hügelig zwischen 3000 und 4000 Metern, mit wenigen markanten schneebedeckten Bergmassiven über 5000 Metern.
Ab diesem Breitengrad Richtung Süden treten ebenfalls Vulkankegel mit teilweise sporadischer vulkanischer Aktivität auf (Ubinas), und die Andenkette verbreitert sich stark, mit Ausprägung von wenigen steilen Gebirgsketten und dazwischenliegenden hügeligen Hochebenen. Im Süden des Landes (in den Regionen Arequipa, Puno, Moquegua und Tacna) zeigt sich insbesondere eine gewisse Abflachung der Hochebene. Es bildet sich der sogenannte Altiplano, der seine typische Ausprägung um den Titicacasee erhält.
Die mittlere Jahrestemperatur in 3300 m Höhe liegt bei 11 °C. Mitunter gibt es in der eher niederschlagsarmen Region heftige Regenfälle von Oktober bis April. Größere Städte in dieser Region sind (eine Auswahl, von Norden nach Süden): Cajamarca, Huaraz, Cerro de Pasco, Huancayo, Ayacucho, Cusco, Puno, Arequipa.
In der Nähe Cuscos liegt auch die Inka-Ruinenstadt Machu Picchu.

#### Selva

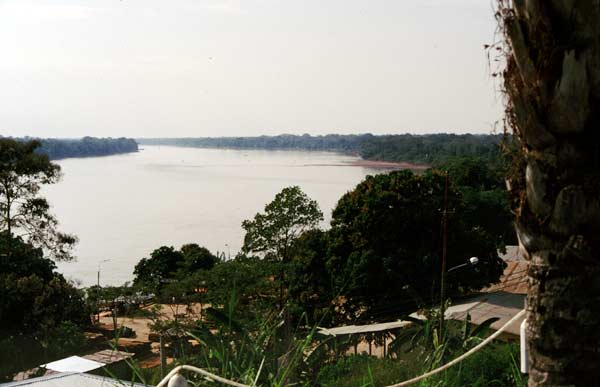
Selva bei Puerto Maldonado

Östlich der Anden beginnt die Regenwaldregion („Selva“). Der Übergang ist dabei fließend, da es einen tropischen Bergwald gibt, in dem ein milderes Klima herrscht.
In der durch Tageszeitenklima bestimmten Region beträgt die Jahresmitteltemperatur ca. 26 °C und der Jahresniederschlag erreicht bis zu 3800 mm. Dort entspringen auch weitere Quellflüsse des Amazonas, der durch das Amazonasbecken in Richtung Brasilien fließt.
Der peruanische Regenwald ist dicht und fast undurchdringlich. Die Flüsse, die von den Ketten der Anden in weiten Flussschlingen zum Amazonas strömen, sind die einzigen Verkehrsadern durch die weiten Waldgebiete.
Die einzigen größeren und auch für den Tourismus wichtigen Städte in dieser Region sind Iquitos und Puerto Maldonado. Iquitos ist von Lima aus nicht auf dem Landweg erreichbar, sondern nur mit dem Flugzeug oder dem Boot. Puerto Maldonado kann per Boot, Flugzeug (1 ½ h bis Lima; ½ h von Cusco) und per Lkw (24–60 h) von Cusco erreicht werden. Weitere größere Städte in dieser Region sind (eine Auswahl, von Norden nach Süden) Tarapoto, Tingo María und Pucallpa.
Bedeutend ist das größte Naturschutzgebiet Perus Pacaya-Samiria.

### Gewässer

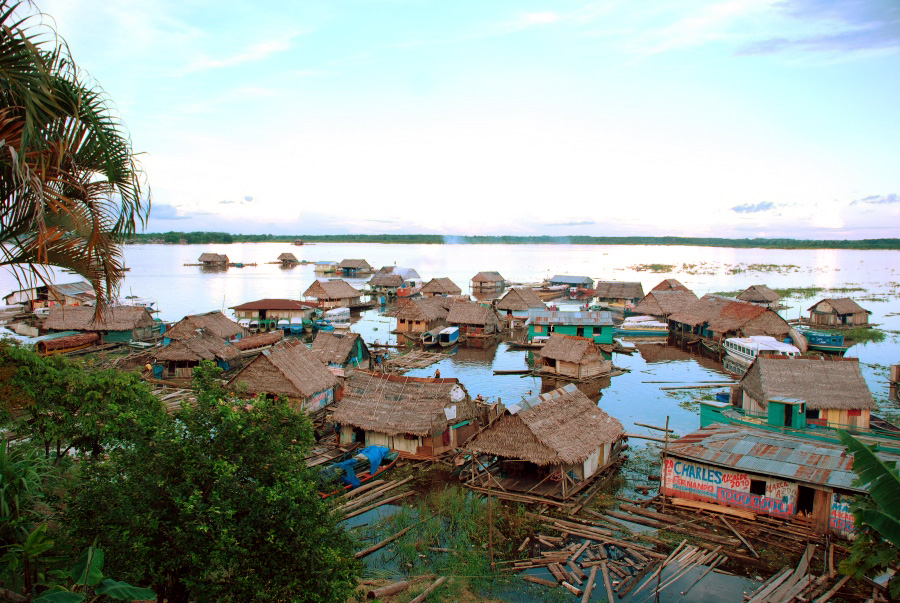
Schwimmendes Dorf auf dem Amazonas bei Iquitos (2009)

Die größten Flüsse in Peru sind der Amazonas und seine Quellflüsse Río Apurímac, Río Urubamba, Río Ucayali und Río Marañón, außerdem die Amazonas-Nebenflüsse Napo, Putumayo und Huallaga.
Die größten Seen Perus sind der Titicacasee und der Lago Junín zwischen den Andenketten.

### Flora und Fauna
Mit einer besonders großen Artenvielfalt und Biodiversität, ausgesprochen vielen endemischen Arten, Gattungen und Familien von Pflanzen und Tieren sowie vielfältigen Ökosystemen wird Peru zu den Megadiversitätsländern dieser Erde gerechnet. Aufgrund der großen Gefährdungslage für die Natur wird zudem die Ökoregion der tropischen Anden international als Hotspot der Biodiversität gelistet.
In den trockenen und sandig-wüstenhaften Küstenebenen wachsen nur Trockenpflanzen (Xerophyten) wie etwa Kakteen und Mesquiten. In den Regenwaldregionen bis hinauf in die Nebelwaldstufe der Gebirge findet man hingegen eine große Fülle an Pflanzen. Vertreter dieser Vegetation sind unter anderem Kautschuk- und Mahagonibäume sowie Vanille. In der alpinen Stufe der Hochgebirge liegt auf Grund der natürlichen Bedingungen nur eine spärliche Pflanzenvielfalt vor. Hier in den Ökoregionen Puna und Páramo wachsen hauptsächlich Gräser und Bodendecker.

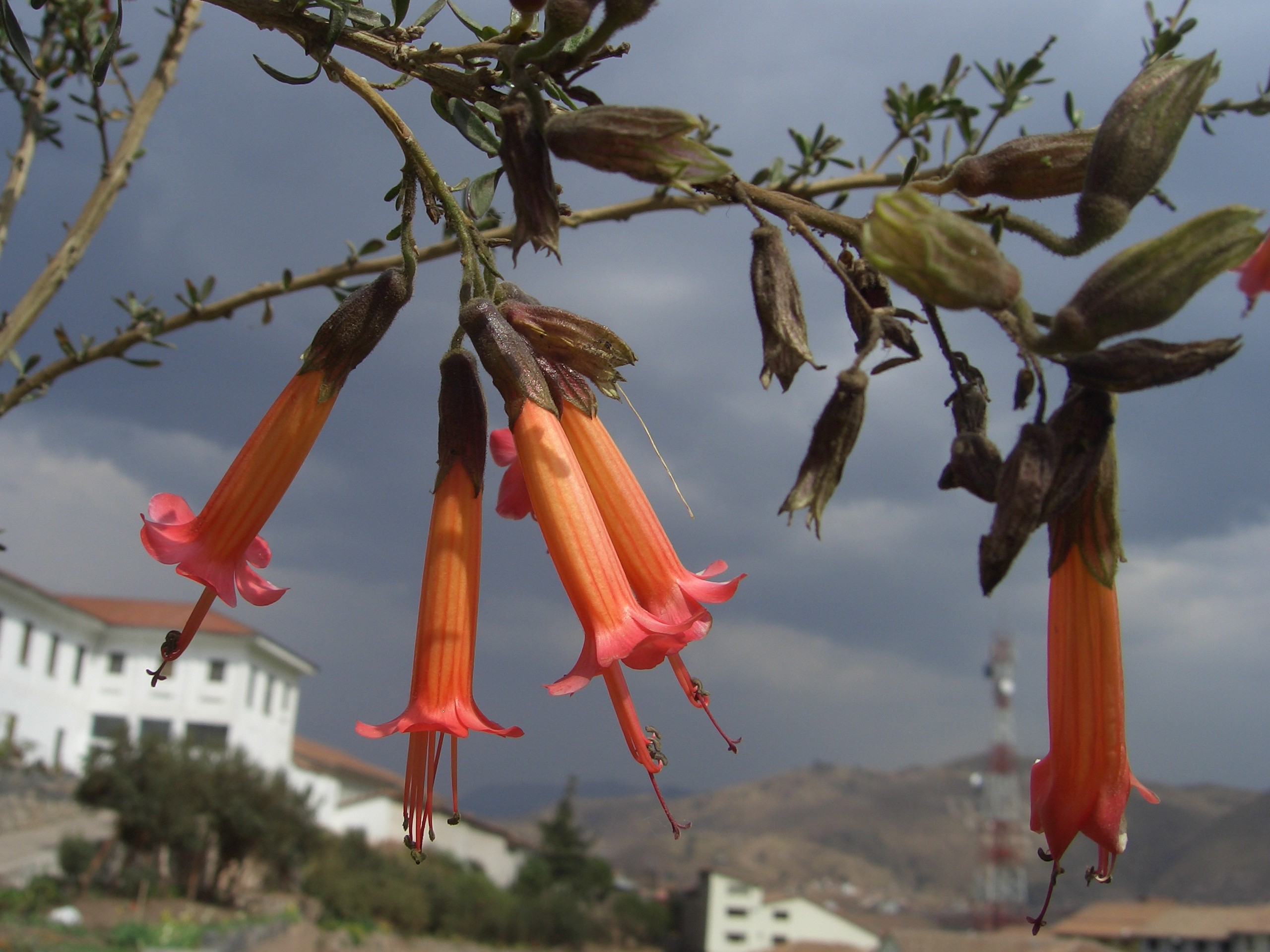
Perus Nationalpflanze Cantua

Perus Nationalpflanze ist die Cantua (Cantua buxifolia), ein zwei bis drei Meter hoher Strauch mit langen, glockenförmigen Blüten aus der Familie der Sperrkrautgewächse, der in 1200 bis 3800 Metern Höhe wächst.
Ebenso wie die Flora hat auch die Tierwelt Perus eine große Artenvielfalt zu bieten. In der Küstenebene und auf den Küsten vorgelagerten Inseln leben Möwen und Seeschwalben, Eidechsen, Skorpione, Robben und Pinguine. In den peruanischen Küstengewässern findet man unter anderem Sardinen, Hummer, Makrelen sowie etwa 30 Wal- und Delfinarten. Der Peruanische Schnabelwal (Mesoplodon peruvianus), wurde hier 1991 entdeckt. Tiere der fruchtbareren Regionen im Osten sind beispielsweise Gürteltiere, Alligatoren, Jaguare, Pumas, Papageien und Flamingos. In der Gebirgsregion leben die höckerlosen Kamele wie z. B. das Lama und Alpaka. Das Nationaltier Perus, den roten Felsenhahn (Rupicola peruviana), findet man im Manu-Nationalpark.
Avifauna
Peru gilt als das Land mit der größten Diversität an Vögeln weltweit. Über 1800 Arten (mehr als in Europa und Nordamerika zusammen) sind in Peru heimisch, etliche sind endemisch. In allen Teilen Perus ist die Vogelfauna sehr vielfältig. Selbst in der Millionenstadt Lima werden Perutauben und Morgenammern gesichtet. In den Salzseen des Südens und an der bolivianischen Grenze kommen verschiedene Arten von Flamingos vor. Im Hochland leben verschiedene Ibisarten, Uferwippern sowie Andengänse, Andenspechte, Andenzeisige und Andenschwalben. Diverse Arten Kolibris kommen bis hinauf an den Titikaka-See und auf dessen Inseln vor.
Trotz der großen Vogelvielfalt gibt es in Peru keine Vogelschutzorganisation.

### Nationalparks, Schutzgebiete

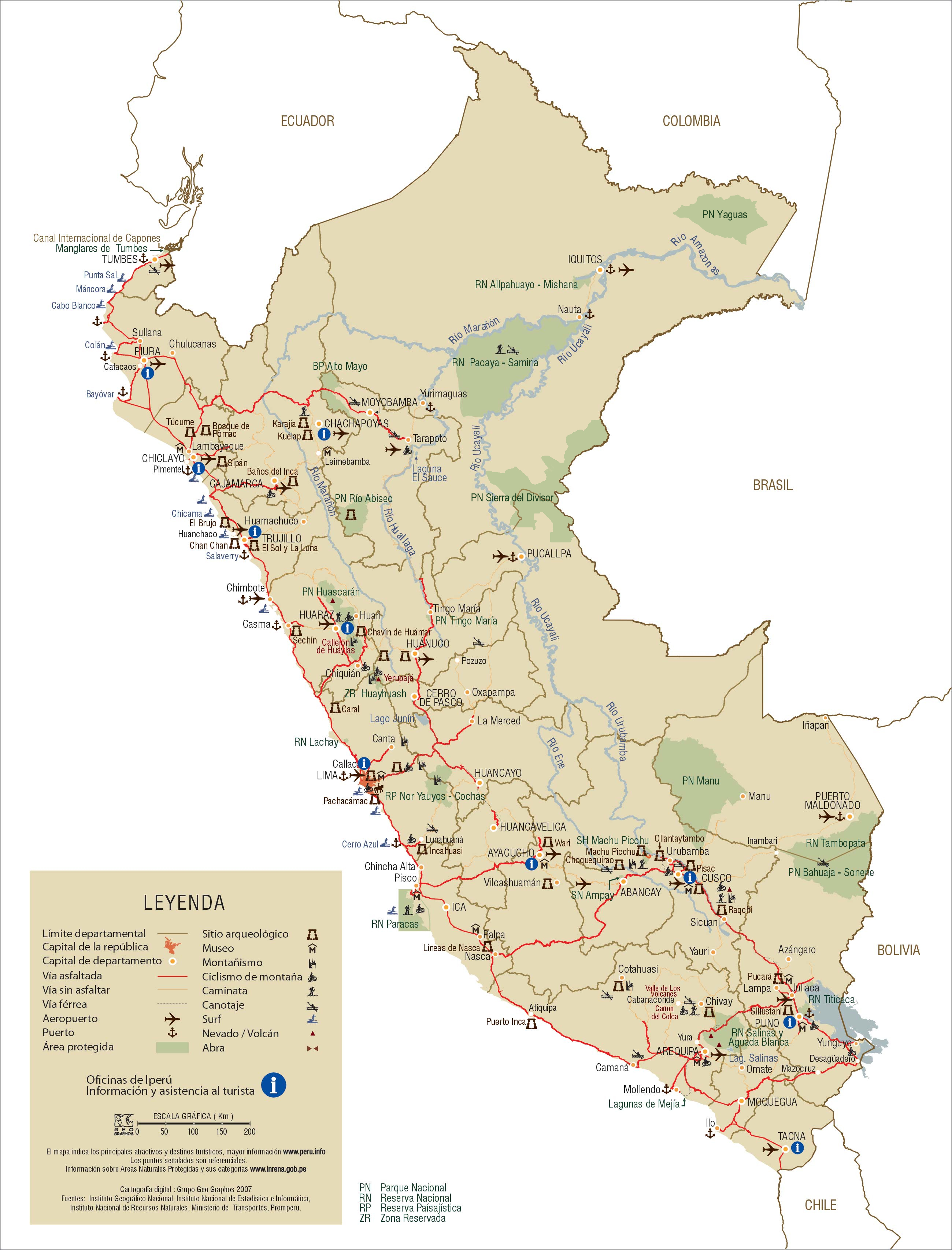
Schutzgebiete in Peru und wichtigste touristische Tätigkeiten

Die Verfassung von Peru von 1993 erkennt die natürlichen Ressourcen und die Vielfalt der Ökosysteme dieses Landes als nationales Erbe an. Schon im Jahre 1992 wurde das Instituto Nacional de Recursos Naturales als Abteilung des Landwirtschaftsministeriums gegründet. Ihm unterliegt das Sistema Nacional de Áreas Naturales Protegidas por el Estado welches eine Liste von allen Schutzgebieten Perus führt. Betreut werden die Gebiete vom Servicio Nacional de Areas Naturales Protegidas por el Estado.
Insgesamt 40 Prozent des peruanischen Territoriums hat die Regierung an private, gewinnorientierte Unternehmen zur Erschließung natürlicher Ressourcen und dem großflächigen Anbau von Agrarprodukten abgetreten. 74 Gebiete mit insgesamt 222.297,005 km² oder 17,3 % der Landesfläche Perus werden durch die Regierung geschützt:
- 15 Nationalparks (Parques Nacionales (PN)),
- 15 Naturreservate (Reservas Nacionales (RN)),
- 9 Schutzgebiete (Santuarios Nacionales (SN)),
- 4 historische Schutzgebiete (Santuarios Históricos (SH)),
- 3 Schutzgebiete für die Waldfauna (Refugios de Vida Silvestre (RVS)),
- 2 Landschaftsschutzgebiete (Reservas Paisajísticas (RP)),
- 6 Waldschutzgebiete (Bosques de Protección (BP)),
- 8 kommunale Schutzgebiete für indigene Völker (Refugios Comunales (RC)),
- 2 Jagdschutzgebiete (Cotos de Caza (CC)) und
- 13 weitere Schutzgebiete (Zonas Reservadas (ZR)).

Eines der bedeutendsten Schutzgebiete ist das Manú-Biosphärenreservat, das zum UNESCO-Welterbe zählt und sowohl tropische Tieflandswälder als auch Berglebensräume der Anden einschließt.

### Städte
Im Jahr 2023 lebten 79 Prozent der Einwohner Perus in Städten.
Die größten Städte sind:
- Lima (11,2 Mio. Einw.)
- Trujillo (800.000)
- Arequipa (1,13 Mio.)
- Callao (824.329)
- Chiclayo (634.600)
- Iquitos (400.000)
- Huancayo (350.000)

## Bevölkerung

### Demografie

Alterspyramide in 1000 Einwohnern (Stand: 2017)

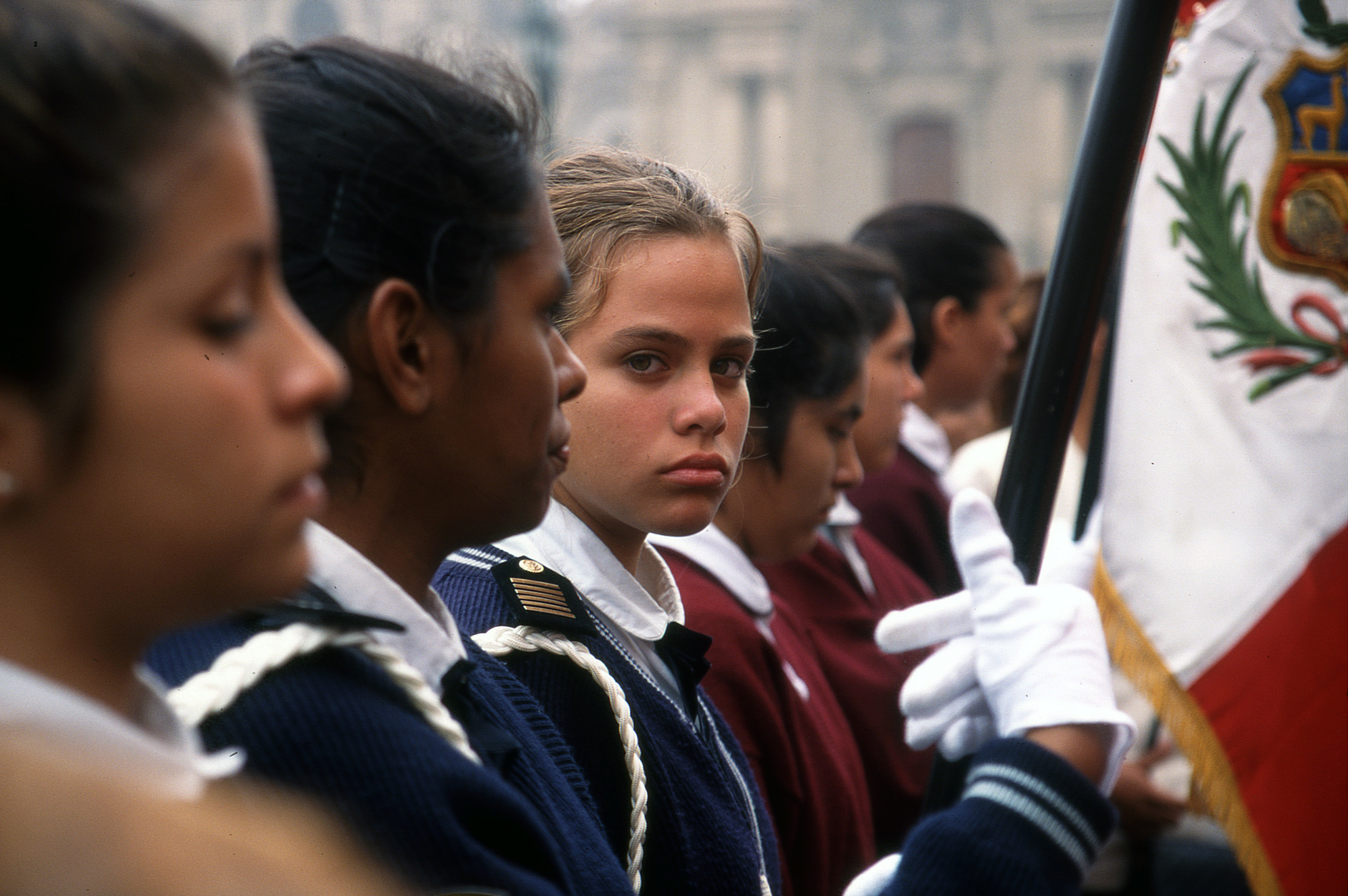
Schulkinder in Lima

Peru hatte 2023 34,4 Millionen Einwohner. Das jährliche Bevölkerungswachstum betrug + 0,9 %. Zum Bevölkerungswachstum trug ein Geburtenüberschuss (Geburtenziffer: 17,4 pro 1000 Einwohner vs. Sterbeziffer: 7,5 pro 1000 Einwohner) bei. Die Anzahl der Geburten pro Frau lag 2022 statistisch bei 2,2, die der Region Lateinamerika und die Karibik betrug 1,8. Die Lebenserwartung der Einwohner Perus ab der Geburt lag 2022 bei 73,4 Jahren. Der Median des Alters der Bevölkerung lag im Jahr 2021 bei 28,2 Jahren. Im Jahr 2023 waren 25,7 Prozent der Bevölkerung unter 15 Jahre, während der Anteil der über 64-Jährigen 8,6 Prozent der Bevölkerung betrug.
Landflucht bedingt die starke Zuwanderung von Peruanern in die Hauptstadt, in der derzeit rund ein Viertel der Bevölkerung des Landes lebt. Ein erheblicher Teil vor allem der indigenen Bevölkerung lebt unterhalb oder am Rande der Armutsgrenze. Regional betrachtet befinden sich die meisten Armen in den Randzonen Limas und in den ländlichen Gebieten der Sierra und der Selva. 2020 lebten 78 % der Bevölkerung in Städten.
Auf Grund der Gegensätze in den ethnischen Kulturen, soziopolitischer Disparitäten und der Misswirtschaft und Bürokratie kommt es zu einer ungenügenden Versorgung der Bevölkerung. Nahrungsmittelimporte und somit hohe Devisenausgaben folgen. Rund zweieinhalb Millionen peruanische Staatsbürger leben durch eine anhaltende Auswanderung im Ausland, vor allem in den USA, Europa und Japan.
| Jahr | Einwohnerzahl | Jahr | Einwohnerzahl |
| ---- | ------------- | ---- | ------------- |
| 1950 | 7.728.000     | 1990 | 21.827.000    |
| 1960 | 10.062.000    | 2000 | 25.915.000    |
| 1970 | 13.341.000    | 2010 | 29.374.000    |
| 1980 | 17.359.000    | 2020 | 32.971.850    |

### Bevölkerungsstruktur

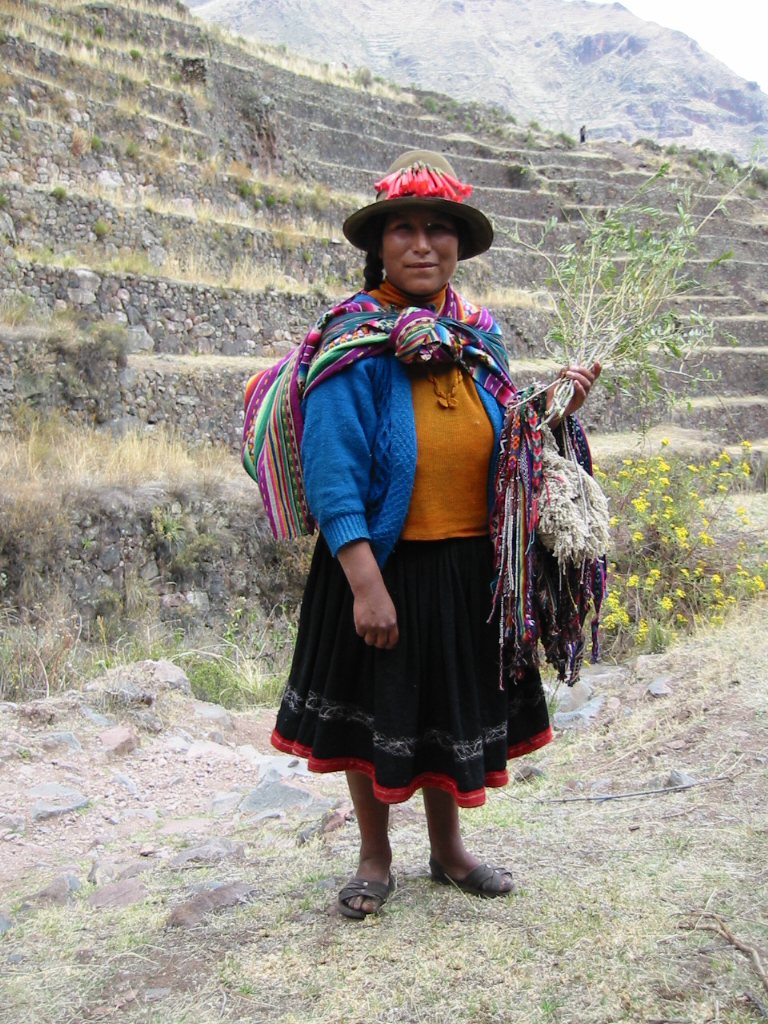
Quechua-Frau bei Pisac

Peru ist neben Bolivien und Guatemala eines der drei Länder Lateinamerikas mit einem großen Anteil indigener Bevölkerungsgruppen. Wie hoch der Anteil der verschiedenen Gruppen an der peruanischen Bevölkerung ist, ist nicht leicht anzugeben, da vor allem in der Frage „Wer ist ein Indígena?“ die Antworten und Definitionen weit auseinander liegen. Die Selbstzuordnung der Peruaner (ab einem Alter von 12 Jahren) bei der Volkszählung 2017 ergab dieses Ergebnis:
- Mestizen: 60,2 %
- Indigene: 25,8 %, davon 24,9 % Indigene in den Anden oder mit aus Herkunft aus den Anden und 0,9 % Indigene aus dem Tiefland
- Weiße: 5,9 %
- Afroperuaner: 3,6 %
- Sonstige, darunter Peruaner asiatischer Abstammung, hauptsächlich Chinesen und Japaner: 1,2 %
- ohne Angabe: 3,3 %

Ethnologen verweisen darauf, dass die Selbstzuordnung mit Vorsicht zu gebrauchen ist. Da Indigene immer wieder Diskriminierung erleben, sind viele geneigt, sich selbst nicht als Indigene zu verstehen. Insofern ist ihr tatsächlicher Bevölkerungsanteil etwas höher. Nimmt man die Alltagssprache zum Maßstab, so können rund 30 % der Einwohner als Indigene gelten, da sie Quechua, Aymara oder eine der indigenen Sprachen des Tieflandes sprechen.
Peru weist den größten Anteil an chinesischstämmiger Bevölkerung in ganz Lateinamerika auf. In Pozuzo und Oxapampa im Departement Pasco lebt seit dem 19. Jahrhundert eine Minderheit von Rheinländer und Tiroler Siedlern, welche sich überwiegend in der zweiten Hälfte des 19. Jahrhunderts ansiedelten.
Obwohl Migration eine wichtige Rolle in der Geschichte Perus spielte, waren 2017 nur 0,3 % der Bevölkerung im Ausland geboren.
Im Regenwald des peruanischen Amazonasgebietes leben einige isolierte Völker. Zu ihnen gehören (vermutlich) 5000 Menschen, die sich in 12 nicht sesshafte Ethnien aufteilen. Daneben existieren weitere 1500, die bereits Kontakt mit der peruanischen Zivilgesellschaft haben. In Ucayali wurden besondere Schutzgebiete für sie geschaffen, so jene der Murunahua (470,305 ha), Mascho Piro (816,057 ha) und Isconahua (298,487 ha). Sie werden durch die AIDESEP (Asociación Interétnica de Desarrollo de la Selva Peruana) vertreten. Das Anlegen von Reservaten kommt nur schleppend voran. Es wurden bislang nur diese erwähnten drei Schutzgebiete verwirklicht und fünf warten seit 20 Jahren auf ihre staatliche Anerkennung. Die indigenen Völker werden in ihrer Existenz durch Straßenbau, Abholzen der Wälder und dem Abbau von Bodenschätzen (Erdöl, Gold) bedroht. Peru ist Mitunterzeichner der ILO-Konvention 169 für den Schutz bedrohter Völker.

### Sprachen
Die am weitesten verbreitete Sprache ist Spanisch, das von 82,9 % der Bevölkerung als Muttersprache gesprochen wird. Es weist vielfältige regionale Färbungen auf. Allen gemein ist jedoch der in ganz Südamerika verbreitete Seseo. An zweiter und dritter Stelle stehen die indigenen Sprachen Quechua (13,6 %) und Aymara (1,6 %). Quechua hat in der Region Apurímac mit 69,7 % den höchsten Anteil an Muttersprachlern, und Aymara in der Region Puno an der Grenze zu Bolivien (26,6 %).

### Religionen
Beim 2017 durchgeführten Zensus gaben die über zwölf Jahre alten Einwohner Perus an, welcher Konfession bzw. Religion sie angehören:
- römisch-katholisch: 76,0 %
- evangelisch beziehungsweise evangelikal: 14,1 %[37]
- Adventisten 1,5 %
- Zeugen Jehovas 0,8 %
- sonstige christliche Kirchen: 1,6 %
- Mormonen 0,5 %
- andere Religionen (darunter die indigenen Religionen): 0,4 %
- Als nicht religiös bezeichneten sich 5,1 % der Bevölkerung.

Dies ist eine Folge der christlichen Missionierung in der Folge der Eroberung durch die Spanier und nach der Unabhängigkeit durch Mission von Missionsgruppen aus Peru selbst, aus Deutschland, den USA, Italien und anderen Ländern. Während des Verlaufes der Konquista wurden Idole und religiöse Objekte fortwährend weiter nach Osten verlagert, um sie den Spaniern zu entziehen. Ausgehend vom Inkanat Vilcabamba kam es noch einmal zu einem Aufflackern der alten Kulte. Die spanische Verwaltung unter Francisco de Toledo reagierte darauf mit der Umsiedlung in Jesuitenreduktionen. An der Missionstätigkeit waren vor allem Mönche beteiligt, unter anderem Dominikaner und Franziskaner, später auch Jesuiten (in Maynas, heute Bistum Chachapoyas). Trotz jahrhundertelanger Bekämpfung indigener Überlieferungen sind nicht zuletzt in ländlichen Gebieten die katholisch-christlichen Riten mit ethnischen Religionen aus präkolumbischer Zeit vermischt (Synkretismus), was sich besonders bei religiösen Festen zeigt.
Wichtige religiöse Ereignisse sind das katholische Fest der Verehrung des Señor de los Milagros in Lima und in Cusco das Sonnenfest Inti Raymi. Dieses ursprünglich inkaische Fest wurde im Zuge einer wachsenden Rückbesinnung im Jahr 1944 wieder eingerichtet.
Die Indígenas des Amazonas-Tieflands haben weiterhin ihre eigenen Religionen und Vorstellungen, zum Beispiel die Religion der Asháninka.
Wie in vielen lateinamerikanischen Ländern erleben auch in Peru seit einigen Jahrzehnten evangelikale und charismatische Kirchen und Glaubensgemeinschaften wie Siebenten-Tags-Adventisten, Assemblies of God und die Evangelikale Kirche von Peru, aber auch andere Gruppierungen wie Zeugen Jehovas und Mormonen einen großen Zulauf, die – teilweise finanziell aus den USA unterstützt – aktiv und manchmal auch aggressiv um Mitglieder werben.

### Bildung
2015 betrug die Alphabetisierungsrate der erwachsenen Bevölkerung 94,5 % (Frauen: 91,7 %, Männer: 97,3 %).
Im PISA-Ranking von 2015 erreichen peruanische Schüler Platz 63 von 72 Ländern in Mathematik, Platz 65 in Naturwissenschaften und Platz 64 beim Leseverständnis.
Seit 1980 vervierfachte sich die Zahl der Bildungseinrichtungen, die den Titel „Universität“ beanspruchen. Ende 2020 studierten in Peru rund 1.559.000 Studenten an 143 Universitäten und vier Graduiertenkollegs. Akkreditiert und kontrolliert werden sie von der Staatlichen Aufsichtsbehörde für die Hochschulbildung (Superintendencia Nacional de Educación Superior Universitaria, SUNEDU). Im Januar 2021 schloss die SUNEDU die erste Runde der Überprüfung der bestehenden Hochschulen ab. 92 Universitäten und zwei Graduiertenkollegs wurden anerkannt. Bei 48 Universitäten und zwei Graduiertenkollegs verweigerte die SUNEDU die staatliche Anerkennung. Ihnen wurde eine zweijährige Übergangsfrist eingeräumt, innerhalb derer sie noch akademische Grade für auslaufende Studiengänge verleihen dürfen.
37 der 94 staatlich anerkannten Universitäten und Graduiertenkollegs befinden sich in Lima. Die Hälfte der 92 anerkannten Universitäten ist staatlich. Privat sind ebenfalls 46 Universitäten, dazu die beiden Graduiertenkollegs. In den Jahren 2016 und 2017 wandten die anerkannten Universitäten je Student und Jahr durchschnittlich 10.084 Soles (rund 2570 Euro zum damaligen Kurs) auf, die nicht anerkannten Universitäten hingegen nur 4431 Soles (rund 1140 Euro). An den Privatuniversitäten fallen Studiengebühren von jährlich rund 3000 bis 6000 Euro an. Der Betrieb einer Universität ist also ein gewinnbringendes Geschäft.

### Gesundheit
Die Gesundheitsausgaben des Landes betrugen im Jahr 2021 6,2 % des Bruttoinlandsprodukts. Im Jahr 2018 praktizierten in Peru 13,6 Ärztinnen und Ärzte je 10.000 Einwohner. Die Sterblichkeit bei unter 5-jährigen betrug 2022 15,1 pro 1000 Lebendgeburten. Die Lebenserwartung der Einwohner Perus ab der Geburt lag 2022 bei 73,4 Jahren (Frauen: 75,5, Männer: 71,3). Die Lebenserwartung stieg von 70,4 Jahren im Jahr 2000 bis 2022 um 4 %.
Die meisten Peruaner, ca. 36 %, sind über den Servicio Integral de Salud (SIS – staatliche Gesundheitsvorsorge, Minimalversorgung) versichert, gefolgt von Essalud. Die restlichen 30 %, das heißt 9 Millionen Peruaner, haben keine Krankenversicherung.
Essalud, die staatliche Krankenversicherung, wurde unter der Regierung Fujimori gegründet. 2016 meldete sie einen Verlust von 1464 Millionen Soles (ca. 450 Millionen Euro). 26,7 % der peruanischen Bevölkerung sind bei ihr versichert. Finanziert wird sie durch Abgaben des Arbeitgebers, der 9 % des Einkommens des Arbeitnehmers an Essalud abführt.
In Peru gibt es 19.779 Einrichtungen der Gesundheitsversorgung (Stand: 2018), davon werden 10.811, mehr als die Hälfte, privatwirtschaftlich betrieben. Der nationale Zensus über die indigene Bevölkerung hat 2007 gezeigt, dass fast 60 Prozent der erfassten Gemeinden keinen Zugang zu gesundheitlichen Einrichtungen haben. Im Jahre 2010 wurde aufgrund dessen eine allgemeine Krankenversicherung eingeführt. Peru hat eine der höchsten Müttersterblichkeitsraten Amerikas. Die Säuglingssterblichkeit liegt bei 17 von 1000 Lebendgeborenen (zum Vergleich: für Chile liegt die Sterblichkeitsrate bei 5). Ein Drittel der peruanischen Bevölkerung hat kein fließendes Wasser, für 40 % gibt es keine Kanalisation und nur 20 % der Abwasser werden behandelt. Die Lebenserwartung betrug im Zeitraum von 2010 bis 2015 74,2 Jahre (Männer: 71,5, Frauen: 76,8).
Mit Wirkung vom 16. März 2020 bis zum 12. April 2020 erklärte die peruanische Regierung wegen der durch das Coronavirus verursachten COVID-19-Pandemie den nationalen Notstand und verhängte eine „obligatorische soziale Isolierung (Quarantäne)“.

## Geschichte

### Präkolumbische Zeit

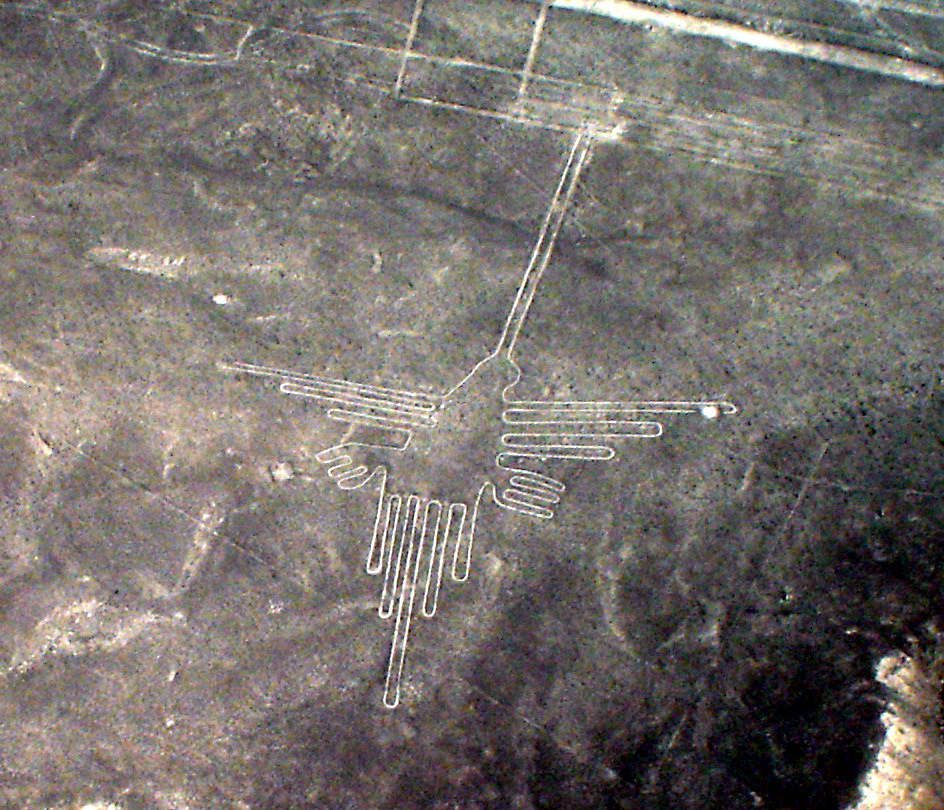
Nazca-Linien, Dezember 2006 – Kolibri

Die ersten Einwanderer kamen etwa 20.000 bis 10.000 v. Chr. in das heutige Peru. Die ältesten bisher bekannten Monumentalbauten stammen aus der Zeit um 3200 v. Chr. Stufenförmige Pyramiden, Prozessionsstraßen und eingefasste Höfe fanden sich in Sechín Bajo im Casmatal, 370 Kilometer nördlich der Hauptstadt Lima. Die 1992 entdeckte Stätte wird seit 2003 von deutschen Archäologen untersucht. Als gesichert kann gelten, dass Mais, Erdnüsse, Maniok und Kürbisse angepflanzt und künstliche Bewässerungssysteme angelegt wurden. Die Stätte von Caral wurde auf ein Alter von 4.600 Jahren datiert, auch an diesem Standort wurde künstliche Bewässerung betrieben.
In Grabungsschichten von Sechín Bajo aus der Zeit um 1700 v. Chr. fanden sich zahlreiche Ritzzeichnungen. Sie stellen Mischwesen aus Kaiman und Mensch dar. Da französische Archäologen im Osten Ecuadors Überreste einer Kultur fanden, die gleichfalls den Kaiman darstellte, und die auf 2450 v. Chr. datiert wurden, könnten kulturelle Einflüsse aus dem Dschungelgebiet die Kultur von Sechin inspiriert haben. In den Anden konnten jedenfalls keine Kaimane leben, daher liegt in jedem Fall der Verdacht nahe, dass diese Kultur aus den Niederungen am Ostrand der Anden stammte.
Die Hochkultur von Chavín de Huántar wurde zunächst auf die Zeit von 800 v. Chr. bis 300 v. Chr. datiert. Neue Untersuchungen haben inzwischen eine Existenz bereits um 1200 v. Chr. nachgewiesen. Die Nazca-Kultur, heute vor allem durch die Nazca-Linien bekannt, entwickelte sich von ca. 200 v. Chr. bis rund 600 n. Chr. in der Gegend um Nazca. Um den Titicacasee lässt sich die Tiahuanaco-Kultur nachweisen, deren älteste Spuren aus der Zeit um 1500 v. Chr. stammen. An der Küste entstanden im Bewässerungsgebiet der Andenflüsse im ersten Jahrtausend n. Chr. differenzierte Kulturen wie die der Moche in der Region um Lambayeque. Vor dem Inkareich war Chan Chan als Hauptstadt der Chimú eine Großstadt mit entwickelter städtischer Kultur. 2018 wurden Spuren gefunden von mehr als 100 Kindern, die von den Chimú rituell getötet und aufgebahrt, also geopfert wurden.
Um 1200 entstand auf den Hochebenen Perus der Stadtstaat der Inka um die Stadt Cusco. Ab 1438 expandierte der kleine Staat zum Großreich der Inka und umspannte bis 1532 große Teile der heutigen Staaten Ecuador, Peru und Bolivien und Chile sowie kleinere Teile von Kolumbien und Argentinien.

### Spanische Eroberung im 16. Jahrhundert
Die Spanier eroberten ab 1532 dieses Land und gründeten für die spanische Krone das Vizekönigreich Peru, das zur Zeit seiner größten Ausdehnung vom heutigen Panama bis zum äußersten Süden des Kontinents reichte. Im 18. Jahrhundert wurde es aber durch die Ausgliederung der Vizekönigreiche Neugranada und La Plata verkleinert.

### Repression gegen Indigene im 18. Jahrhundert
Im Jahr 1780 entwickelte sich aus Protesten gegen aufgezwungene Arbeit und Warenkäufe (reparto) eine Aufstandsbewegung, deren Führung der Indigene José Gabriel Condorcanqui übernahm. Unter Berufung auf seine Abstammung vom letzten Inka-Herrscher nannte er sich Tupac Amaru II. Condorcanqui richtete sich mit der Bewegung eigentlich nicht gegen die herrschende spanische Krone und spanische Institutionen, sondern gegen Missbräuche der Aufsehenden. Er versuchte ein Bündnis der Ureinwohner und der in Peru geborenen Spanier zu schließen und betonte, dass sowohl Weiße, Mestizen, Indigene als auch Schwarze von der Unterdrückung berührt seien. Anfänglich wurde die Bewegung auch von städtischen Weißen und Priestern unterstützt, diese gingen zu den vergleichsweise radikalen Zielen jedoch schnell auf Distanz. Der Aufstand wurde niedergeworfen, Condorcanqui, seine Frau und seine engsten Mitstreiter wurden in Cusco öffentlich gefoltert und hingerichtet. Anschließend beraubten die Spanier die indigene Aristokratie ihrer letzten Privilegien und verboten den Gebrauch indigener Sprachen und Symbole. Die Befreiung von der Kolonialherrschaft konnte deshalb nur von den Weißen (Criollos) vorgenommen werden und kam von außen.

### Unabhängigkeit im 19. Jahrhundert

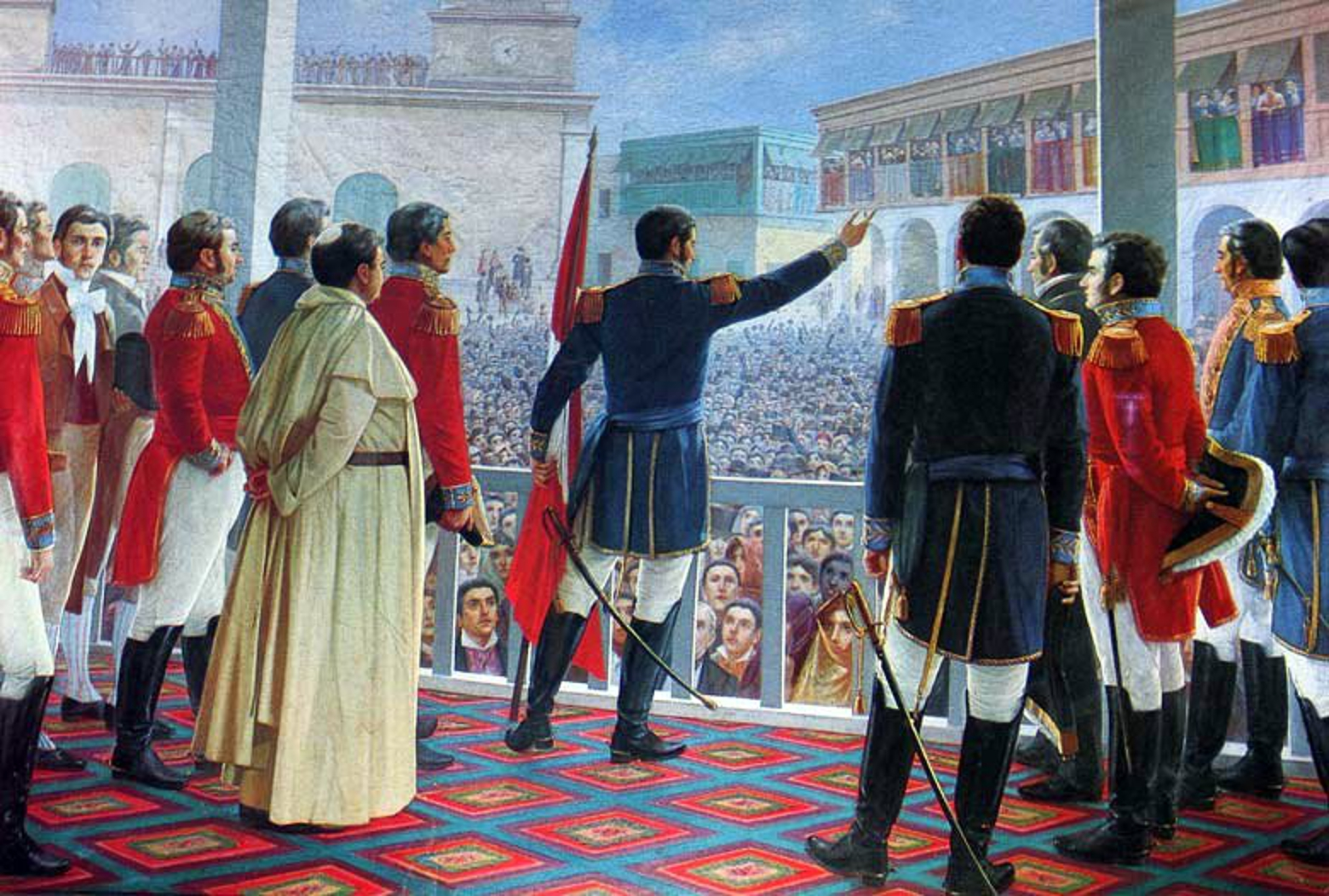
Juan Lepiani: San Martín die Unabhängigkeit Perus ausrufend
Museo Nacional de Arqueología (Peru)

Ende des 18. Jahrhunderts war nur einer von acht Weißen im spanischen Mutterland geboren. Diese Peninsulares besetzten aber viele der höchsten Verwaltungsposten. Dass die Criollos nur wenig an der Verwaltung des Landes beteiligt wurden, empfanden diese als Herabsetzung. Auch hatten die Criollos in Madrid keine Stimme. Die politische Lage – in Spanien war ein liberales Regime an die Macht gekommen – schaffte eine Umbruchstimmung, eine Unabhängigkeitsbewegung bildete sich jedoch nicht. Erst eine Intervention durch Río de la Plata, das heutige Argentinien, sowie Chile führte zur Unabhängigkeit, da die beiden Staaten an einem unabhängigen Nachbarstaat interessiert waren. Río de la Plata war vor allem an den Hochebenen Boliviens interessiert, die mit der Gründung des Vizekönigreichs Río de la Plata von Peru abgetrennt worden waren, während Chiles Interesse hauptsächlich ökonomische Gründe hatte. Der argentinische General San Martín landete 1820 mit einem gemischten chilenisch-argentinischen Heer in der Bucht von Paracas (Expedition von San Martín). Der Vizekönig, Repräsentant Spaniens, zog sich daraufhin nach Cusco zurück. San Martín versuchte das Machtvakuum auszunutzen und durch verschiedene Maßnahmen die Bedingungen für eine Unabhängigkeit zu verbessern. Am 21. Juli 1821 unterschrieben einige Notabeln in Lima die von Manuel Pérez de Tudela verfasste Unabhängigkeitserklärung (Acta de Independencia del Perú). Eine Woche darauf, am 28. Juli 1821, legten die Regierung sowie Vertreter des Militärs und des Klerus den Eid auf die inzwischen als Gesetz beschlossene Erklärung ab. Daher ist der 28. Juli der Nationalfeiertag Perus.
San Martín konnte nicht umhin, sich selbst zum Oberhaupt des neuen Staates zu ernennen, und ließ dann Wahlen zu einer Volksvertretung abhalten. Doch bekam er bei Simón Bolívar nicht die Unterstützung, die notwendig gewesen wäre, um die immer noch in Zentralperu (Hochebenen der Anden) verschanzten Truppen des Vizekönigs auszuschalten. Als San Martín Peru verließ, sagte Simón Bolívar der neuen Volksvertretung eine Intervention zu. Ihm gelang es 1824 die spanientreuen Armeen zu schlagen, er hatte allerdings keinen Rückhalt in der nachkolonialen Gesellschaft Perus. Erst in den kommenden Jahrzehnten gab es Fortschritte, so hinsichtlich der Integration der Indianer, die 60 % der Bevölkerung ausmachten. Zudem wurde die Abschaffung der Sklaverei durchgesetzt.

### Jahre des nachkolonialen Aufbaus
Durch die Unabhängigkeit wurden die dezentralen Kräfte gestärkt. In den einzelnen Regionen waren die Caziques die tatsächlichen Machthaber, sei es weil sie große Ländereien besaßen oder etwa ehemalige Generäle mit Einfluss in der Armee.
Peru war innerlich zerrissen. Es kam zu einem Bürgerkrieg zwischen dem Norden, der protektionistisch gestimmt war und die Zustimmung Chiles hatte, sowie dem Süden, der eine bolivianisch-peruanische Koalition zustande brachte. Der Norden siegte schließlich und es folgten Jahre politischer Instabilität mit einem Dutzend Präsidenten und mehreren Verfassungen.
Um das Jahr 1841 wurde der aus den Exkrementen der Seevögel der Küste gewonnene Guano als Dünger entdeckt und zuerst in England eingesetzt, dann nach ganz Europa exportiert. Der Guano wurde für viele Jahre das wichtigste Exportgut der peruanischen Wirtschaft. Die Einkünfte aus dessen Verkauf wurden dazu verwendet, die Verwaltung des Landes zu modernisieren. Durch den Guano hatte der Staat auch eine Einnahmequelle, die ihn von der Binnenkonjunktur unabhängig machte, die Notwendigkeit des Erhebens von Abgaben zur Finanzierung staatlicher Ausgaben ging zurück. Die Caziques verloren an Einfluss und die Indianer brauchten keine Kopfsteuer mehr zu bezahlen, die Sklaverei wurde abgeschafft. Die Wissenschaft wurde gefördert. Es kam zur Gründung der ersten Partei, der Partido Civil, welche den Bau von Eisenbahnstrecken als Voraussetzung für die Entwicklung anderer Wirtschaftszweige wie des Bergbaus ansah. Allerdings konnten dieses Vorhaben nur teilweise umgesetzt werden. Es wurden zwar Strecken gebaut, diese blieben jedoch untereinander ohne Verbindung.

### Der Salpeterkrieg
Anlass für den 1879 ausgebrochenen Salpeterkrieg war, dass Bolivien entgegen vertraglicher Vereinbarungen die chilenischen und britischen Unternehmen, welche die Salpetervorkommen ausbeuteten, besteuern wollte. Peru besaß ebenfalls mehrere Guano- und Minenunternehmen im umstrittenen Gebiet, Bolivien bot Peru im Falle eines Bündnisses wirtschaftliche Privilegien in Antofagasta an. Außerdem sah Peru seine politische und wirtschaftliche Vormachtstellung, die das Land aus Kolonialzeit als ehemaliges Vizekönigreich Spaniens übernommen hatte, durch Chile im Südpazifikraum gefährdet. 1874 wurde mit Bolivien ein Geheimpakt gegen Chile geschlossen. Diese Allianz konnte jedoch den Sieg Chiles nicht verhindern. Bolivien zog sich 1880 nach mehreren verlorenen Schlachten aus dem Krieg zurück und verzichtete vollständig auf seinen Anspruch auf die Region Antofagasta.

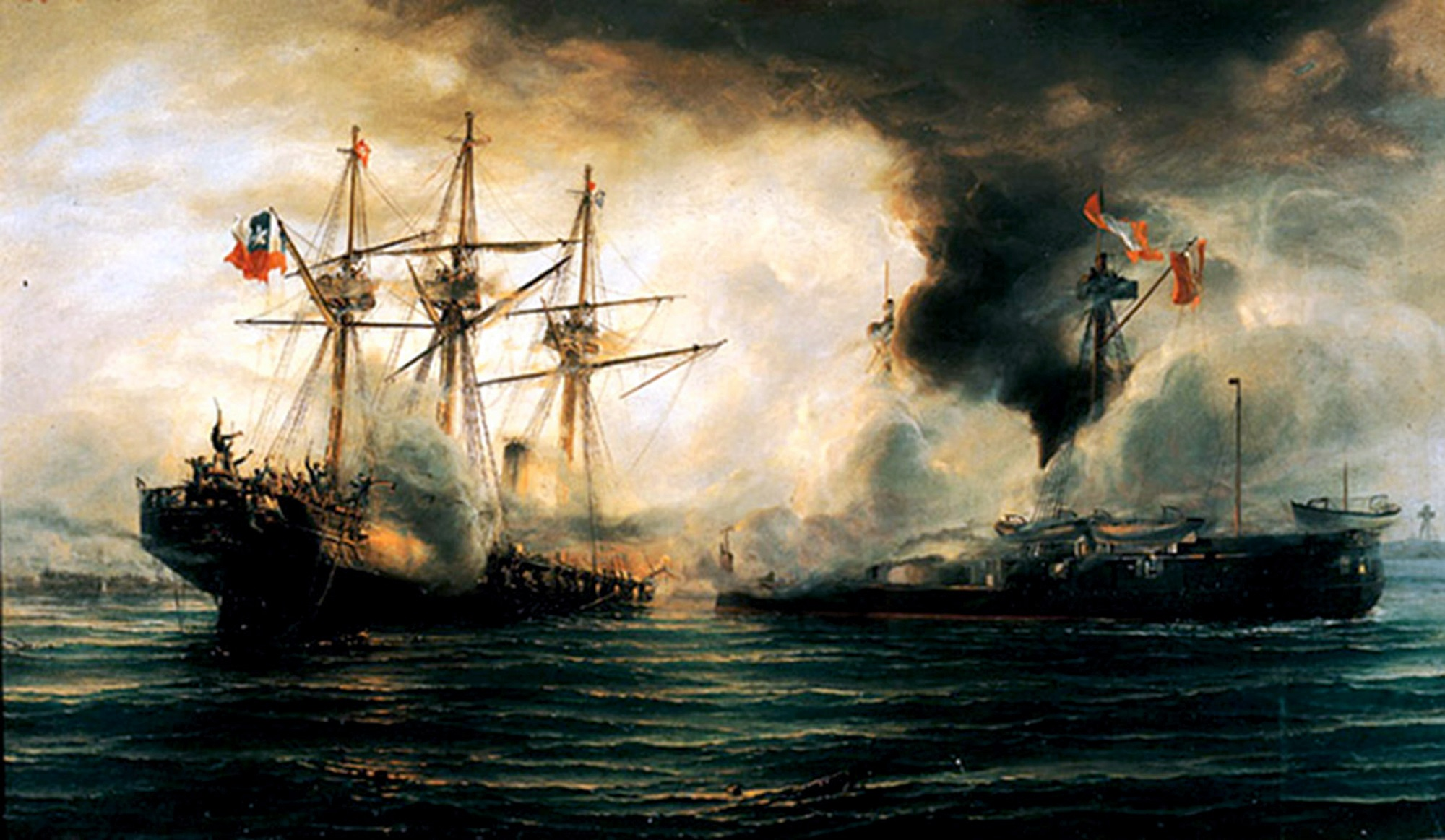
Versenkung der chilenischen Korvette Esmeralda im Seegefecht von Iquique am 21. Mai 1879 durch das peruanische Panzerschiff Huáscar

Chile war inzwischen nordwärts in die peruanische Region Tarapaca einmarschiert und bot Peru den Waffenstillstand und einen Friedensvertrag an. Peru weigerte sich jedoch, Tarapaca an Chile abzutreten. Chile startete in den folgenden Jahren einen Invasionskrieg und marschierte 1881 nach der Vernichtung des peruanischen Heeres in die Hauptstadt Lima ein. Die offizielle Regierung wurde aufgelöst und der chilenische General Patricio Lynch als Gouverneur des Landes eingesetzt. Jedoch waren einige peruanische Generäle wie Miguel Iglesias und Andrés Avelino Cáceres entkommen und versuchten, aus der östlichen und nördlichen Sierra einen organisierten Guerillakrieg zu führen, mit eher zweifelhaftem Erfolg. Cáceres schaffte es im Juli 1883 noch, eine konventionelle Division von 1500 Mann zu stellen, um einen letzten Befreiungsschlag anzustreben. Allerdings wurden die letzten Hoffnungen in der Schlacht von Huamachuco vom chilenischen Colonel Alejandro Gorostiaga zerstört; der Krieg war endgültig verloren.
Im Vertrag von Ancón im Oktober 1883 wurde das Ende des Krieges besiegelt, Tarapaca und Tacna wurden an Chile abgetreten (Tacna wurde 1929 zurückgegeben), und das chilenische Heer zog sich aus Peru zurück. Grund für die Niederlage war auch das Fehlen eines funktionsfähigen Staatsapparats in Peru. Der Krieg erhöhte die Auslandsverschuldung, die durch Verkauf von Rohstoffkonzessionen und Land an ausländische Banken und Konzerne abgebaut wurde.
Das Wahlgesetz von 1896 gestand allen peruanischen Männern, die mindestens 21 Jahre alt waren, lesen und schreiben konnten und höhere Steuern zahlten, das Wahlrecht zu. 1931 wurde das Zensuswahlrecht abgeschafft und zugleich die Wahlpflicht eingeführt. Alle Männer über 21, sofern sie lesen und schreiben konnten, waren nun wahlberechtigt.

### Oligarchische Herrschaft und politische Erneuerung
Peru hatte an den Folgen des Krieges noch ungefähr 20 Jahre zu leiden. Erst Anfang des 20. Jahrhunderts waren die Einnahmen des Staates durch Verbrauchssteuern wieder auf das Doppelte von dem, was am Ende des Krieges mit Chile eingenommen wurde, angewachsen. Die Wirtschaftsstruktur wandelte sich, es kamen neue Erzeugnisse hinzu, im Bergbau verdrängte Kupfer das Silber von der ersten Stelle. Im Export lagen nun landwirtschaftliche Erzeugnisse wie der Zucker, Kautschuk oder auch später die Baumwolle vorn. Herkunftsländer der wichtigsten Investoren waren die USA und Großbritannien. Ursache des verlorengegangen Krieges war nicht nur die Desorganisation der Armee. Die indigene Mehrheit des Landes hatte an dieser Auseinandersetzung nicht wirklich teilgenommen. Peruanische Intellektuelle wiesen auf die Gefahr der Vernachlässigung dieser Bevölkerungsschicht hin und forderten dazu auf, das indianische Erbe zum Bestandteil einer peruanischen Identität zu machen, es entstand die Bewegung des Indigenismus. Das Wahlrecht schloss Analphabeten und Frauen von der Teilnahme an Wahlen aus, sodass die Regierung nur von einem kleinen Anteil der Bevölkerung gewählt wurde. Auch hatten sich die politischen Organisationen vorher bereits auf einen Kandidaten geeinigt, sodass bereits vor der Abstimmung der Wahlsieger feststand. Mit der Wahl des Präsidenten Augusto Leguía y Salcedo (1919–1930) setzte sich dann erstmals ein Kandidat durch, der auch Angehörige der neuen Mittelschichten repräsentierte.
Leguía verlor im Verlauf der Wirtschaftskrise die Macht. Das neugeordnete Wahlrecht machte die Beteiligung an den Wahlen obligatorisch, sie räumte auch Minderheiten ein Recht auf politische Vertretung ein.
Es bildeten sich neue Oppositionsbewegungen, zum einen die 1924 von Víctor Raúl Haya de la Torre gegründete APRA. Diese organisierte ihre Anhänger auch außerhalb des politischen Bereichs in Berufsverbänden und Abendschulen und schuf mit ihren „Volkshäusern“ soziale Einrichtungen, womit es ihr gelang, ihre Organisation im ganzen Land zu verankern. Sie wollte Lateinamerikas Abhängigkeit von den USA durch Sozialreformen und Verstaatlichungen überwinden. De la Torre betrachtete als Vorstufe zum Sozialismus die Entwicklung einer eigenen Mittelklasse als unabdinglich.
Dies im Gegensatz zu José Carlos Mariátegui, der die Kommunistische Partei gründete. Er sah in der Geschichte Perus, in den indigenen Elementen der gemeinschaftlichen Wirtschaft, bereits Keime einer sozialistischen Gesellschaft. Mariátegui gab ab 1924 die Zeitschrift Amauta heraus, die als intellektuelles Forum für ganz Lateinamerika bedeutsam war.
In den Wahlen 1931 standen sich die apristische Partei und der Kandidat der Rechten, Sánchez Cerro, gegenüber. Selbst bei diesen Wahlen nahmen nur 392.363 Stimmberechtigte teil (bei einer Gesamtbevölkerung von ca. 6 Millionen). Dem Sieger Sánchez Cerro wurde Wahlbetrug vorgeworfen. Es kam zu bürgerkriegsähnlichen Zuständen. Nach einem Aufstandsversuch im Jahr 1932 ließ Präsident Sánchez Cerro in der Nähe der Stadt Trujillo etwa 1000 Anhänger der APRA vom Militär erschießen. Militär und APRA standen sich seitdem in unversöhnlicher Feindschaft gegenüber. Sánchez Cerro selbst fiel 1933 einem Attentat zu Opfer.
Es kam zu einer Regierung unter dem General Benavides, der bis 1939 an der Macht blieb. Er hatte eine deutschlandfreundliche Politik verfolgt, die sein Nachfolger Manuel Prado (1939–1945) nicht weiterführte. Peru unterstützte die Alliierten im Zweiten Weltkrieg mit Rohstofflieferungen. Der Kriegseintritt erfolgte erst am 12. Februar 1945, was aber doch zur Folge hatte, dass sich alle Deutschen für ein paar Monate nur noch in Lima aufhalten durften, darunter auch Maria Reiche, die Dresdner Kartografin der Nazca-Linien.
Zuvor jedoch, im Jahr 1941, marschierte die peruanische Armee in den Süden von Ecuador ein und löste damit den Peruanisch-Ecuadorianischen Krieg aus. Das peruanische Militär brannte die Stadt Santa Rosa nieder, besetzte den wichtigen Bananenhafen Machala und bedrohte Guayaquil. Ecuador musste daraufhin 1942 im Vertrag von Rio de Janeiro die Hälfte seines verbliebenen Territoriums an Peru abgeben, zum großen Teil Gebiete vor allem im Osten und Südosten am Amazonas um Iquitos.
Der letzte Grenzkrieg mit Peru um das Gebiet der Cordillera del Cóndor am Río Cenepa entzündete sich 1995 an Streitigkeiten um die Auslegung dieses Vertrages und wurde offiziell erst 1999 durch einen nunmehr als „endgültig“ bezeichneten Grenz- und Friedensvertrag beendet.

### Auf dem Weg zu einem modernen Staat
Schon während der Jahre der Wirtschaftskrise gab es Anstrengungen, die Wirtschaft von den Exporten unabhängiger zu machen. Diese Politik wurde während des Zweiten Weltkriegs fortgesetzt. Die Importsteuern halfen mit, eine bescheidene Industrieproduktion aufzubauen. Aus Agrarerzeugnissen wurden Fertigprodukte wie etwa Textilien aus Baumwolle hergestellt. Schon unter Manuel Prado war eine Sozialgesetzgebung eingeführt worden.
1945 wurde der von der APRA unterstützte José Luis Bustamante y Rivero Präsident, der soziale Reformen und Hilfsprogramme für die städtischen Armen umsetzte. Die Politik einer staatlichen Intervention (Devisenkontrolle, Preisstopp) führte zu einer hohen Inflationsrate und einem Schwarzmarkt. Bustamante wurde nach einem apristischen (von Linksabweichlern der APRA) Rebellionsversuch 1948 von General Manuel Odría gestürzt. Dieser verbot die APRA und andere linke Organisationen, verfolgte im wirtschaftlichen Bereich aber ein Programm der importsubstituierenden Industrialisierung.
Frauen wurden 1955 auf Geheiß von General Manuel Apolinario Odría Amoretti, der seit 1948 als Diktator herrschte, wahlberechtigt. Seine Frau Maria Delgado de Odría und er wollten den Erfolg der Peróns wiederholen, und das Frauenwahlrecht war Teil ihrer Strategie. Somit wurde das aktive und passive Frauenwahlrecht am 7. September 1955 eingeführt. Frauen, die nicht lesen und schreiben konnte, die meisten von ihnen Indianerinnen, waren jedoch bis in die 1980er Jahre vom Wahlrecht ausgeschlossen. Aus diesem Grund war die Wahlbeteiligung der Frauen an den Wahlen von 1956 deutlich niedriger als die der Männer, und der Plan des Generals endete mit einer Wahlniederlage.
1956 kehrte der frühere Präsident Prado mit stillschweigender Duldung der APRA an die Macht zurück. In diesen Jahren entwickelte sich eine Fischereiindustrie, in der bald ebenso viel Beschäftigte tätig waren wie im Bergbau, der fest in der Hand der ausländischen Investoren war. Die Agrarindustrie im Norden an der Küste verlor an Bedeutung. In den Jahren nach dem Zweiten Weltkrieg zog ein immer größerer Teil der Bevölkerung von den Bergen in die Städte. Eine Mittelschicht hatte sich entwickelt, die sich nicht mehr mit den revolutionären Doktrinen der APRA identifizierte. Sie strebte nach mehr Rechten und lehnte die autoritären Regimes, die an der Macht waren, ab. Sie fühlten sich durch die Acción Popular und ihren Führer Fernando Belaúnde Terry, der als Sieger aus den 1963 abgehaltenen Präsidentschaftswahlen hervorging, vertreten. Reformen auf dem Land schienen schon unter Prado notwendig, konnten aber nicht durchgesetzt werden.
Die Agrarreform von Belaunde traf einen kleinen Teil der Großgrundbesitzer und umfasste nicht die Landgüter an der nördlichen Küste. Am Ende seiner Regierung stand die 1967 ausbrechende Wirtschaftskrise und in ihrer Folge die Devisenknappheit (der Sol musste drastisch abgewertet werden). Öffentliche Aufträge an die Industrie wurden ausgesetzt und die Arbeitslosigkeit stieg deutlich an.

### Militärregierung ab 1968
Unzufriedenheit unter den jüngeren Militärs mit der Belaúnde-Regierung, vor allem über die Kontrolle des Erdöls durch eine nordamerikanische Gesellschaft, führte 1968 zu einem neuen Staatsstreich. Eine Militärjunta unter Juan Velasco Alvarado übernahm die Regierung.
Bisher hatte die sich aus den Großgrundbesitzern des Hochlands und der Küste rekrutierende peruanische Elite über Jahrhunderte das Land regiert. Durch die Landreform von 1969 unter General Juan Velasco Alvarado wurde ihr ihre Machtgrundlage entzogen.
Die Militärregierung versuchte, durch Boden- und Wirtschaftsreformen ein gemischtwirtschaftliches System zu etablieren. Zur Nationalisierung der Erdölvorkommen wurde die noch heute existierende Gesellschaft Petroperú gegründet, ausländische Unternehmen wurden teilweise enteignet, aber entschädigt und bei Bereitschaft zur Zusammenarbeit mit den staatlichen Institutionen sogar zu Investitionen ermutigt. Der Aufbau einer Grundstoffindustrie wurde staatlich beaufsichtigt und angeleitet. Der Arbeitsschutz wurde verbessert, mit einer Landreform die Eigentumsverhältnisse auf dem Land radikal verändert. Der enteignete Großgrundbesitz wurde in genossenschaftliches Eigentum überführt. Weil der Großgrundbesitz im Hochland aber oft den Dorfgemeinschaften geraubt worden war, wurden die Genossenschaften dort nicht akzeptiert, sondern als Fortsetzung des Landraubs aufgefasst.
Ziel der Militärs war ein Dritter Weg zwischen Kapitalismus und Kommunismus. Das Schulwesen wurde ausgebaut, die Medien wurden enteignet und in die Hand von Volksorganisationen gegeben. Das indigene Erbe wurde popularisiert, Ziel war die Entwicklung eines am Mestizentum orientierten gesellschaftlichen Bewusstseins. Quechua wurde zweite Amtssprache, damit war Peru ein Vorreiter in Südamerika. Außenpolitisch engagierte sich Peru in der Bewegung der Blockfreien, was zu Spannungen mit den USA führte.
Im Jahr 1975 stürzte General Francisco Morales Bermúdez, der wieder einen konservativeren politischen Kurs einschlug, General Velasco.

### Entwicklung ab 1980
1980 übernahm in freien Wahlen der 1968 gestürzte Fernando Belaúnde Terry als Präsident erneut die Macht und übergab die verstaatlichten Unternehmen teilweise wieder in Privatbesitz. Ihm folgte 1985 Alan García.
In den 1980er-Jahren begann die linksgerichtete Guerilla-Organisation Sendero Luminoso („Leuchtender Pfad“) unter der Führung des Philosophieprofessors Abimael Guzmán einen bewaffneten Kampf gegen die Regierung. Von Ayacucho ausgehend kontrollierte die Organisation zwischenzeitlich große Gebiete des Landes. Beide Seiten verübten im Zusammenhang mit der Bekämpfung des politischen Gegners Massaker an der Zivilbevölkerung. Die Aktivität der Sendero Luminoso dauerte bis in die 1990er-Jahre. Die andere linke Guerilla des Landes, Movimiento Revolucionario Túpac Amaru, lehnte Gewalt gegen die Zivilbevölkerung ab.
Bei den Wahlen von 1990 standen sich die Rechte unter Führung des Schriftstellers Mario Vargas Llosa (FREDEMO), eine uneinige Linke, die Regierungspartei APRA unter Alan García, der die wirtschaftlichen Schwierigkeiten des Landes angelastet wurden, und der unabhängige Kandidat Alberto Fujimori gegenüber. Fujimori hatte die von kleinen Unternehmern und Freiberuflern unterstützte Koalition Cambio 90 gebildet. Im zweiten Wahlgang trug der populistische Kandidat Fujimori einen deutlichen Sieg davon. Zuerst setzte Fujimori drastische wirtschaftliche Maßnahmen durch; hohe Preissteigerungen und eine vermehrte Arbeitslosigkeit waren die Folge. Ziel war eine Rückzahlung der Staatsschulden und damit die Reintegration Perus in die Weltwirtschaft.
Innenpolitisch begann unter Außerkraftsetzung der verfassungsmäßigen Rechte ein intensiver Kampf gegen die marxistische Guerilla. Auch politische Gegner Fujimoris, die keine Verbindung mit der Guerilla hatten, wurden in diesem Zusammenhang nicht geschont. Ein großer Erfolg war die Gefangennahme des Führers des Sendero Luminoso, Guzmán, der zu einem Waffenstillstand aufrief. Dies und die wirtschaftliche Erholung brachten Fujimori die Zustimmung breiter Volksschichten. Andererseits lastete auf seiner Regierung der Druck des Auslandes, das die Unterdrückung der demokratischen Opposition verurteilte und wirtschaftliche Sanktionen verhängte. Fujimori konnte dies nicht ignorieren und konnte nicht umhin, oppositionelle Gruppierungen zuzulassen. Schließlich fand sich die gesamte politische Opposition in Peru zur gemeinsamen Aktion zusammen. Ihr Führer war Alejandro Toledo, der im Jahre 2001 mit seiner Organisation Perú Posible an die Macht kam.
Zwischen 1996 und 2001 verübte die Regierung des Präsidenten Fujimori schwerste Menschenrechtsverletzungen gegen die größtenteils indigene Landbevölkerung Perus. Hinter der Fassade eines „Nationalen Familienplanungsprogrammes“ zwangssterilisierten die staatlichen Behörden über 270.000 Frauen und über 20.000 Männer. Die Jahre der Diktatur Fujimoris wurden in einem Gerichtsprozess aufgearbeitet und der frühere Präsident wegen besagter Menschenrechtsverletzungen zu lebenslanger Haft verurteilt. Im Dezember 2017 wurde Fujimori allerdings von dem damaligen Staatspräsidenten Pablo Pedro Kuczynski begnadigt.
Im Juni 2019 wurde wegen des Guillain-Barré-Syndroms ein Gesundheitsnotstand ausgerufen, ebenso im Juli 2023.

## Politik
Die Regierung ist repräsentativ, dezentralisiert und nach dem Prinzip der Gewaltenteilung aufgebaut. Zu den vorrangigen Interessen des Staates gehören die Verteidigung der staatlichen Souveränität, der Schutz der Bevölkerung vor Bedrohung ihrer Sicherheit sowie die Förderung des Allgemeinwohls. In der Realität jedoch bestehen trotz einiger außenwirtschaftlicher Erfolge schwerwiegende politische, soziale und wirtschaftliche Probleme.

### Staatspräsident
Nach der Verfassung von 1993 wird alle fünf Jahre ein Staatspräsident vom Volk gewählt, der nicht direkt nacheinander wiedergewählt werden kann. Zu den weitreichenden Aufgabengebieten des Präsidenten gehören die Vertretung des Staates nach innen und außen, die Führung der allgemeinen Regierungspolitik, die Einberufung der Wahlen zum Amt des Präsidenten und des Kongresses sowie die Erfüllung und Wahrung der Verfassung und der Gesetze. Vom März 2018 bis zum November 2020 war Martín Vizcarra Präsident der Republik Peru. Nach seiner Amtsenthebung rückte gemäß den Bestimmungen der Verfassung der Parlamentspräsident Manuel Merino de Lama (* 1961) als Übergangspräsident nach. Nach seiner Ernennung kam es zu massiven Protesten der Bevölkerung, denen die Polizei mit Gewalt und dem Einsatz von Reizgas und Gummigeschossen entgegentrat. Dabei kam es vereinzelt auch zu Todesfällen unter den Demonstranten. Bereits am 15. November 2020 trat er wieder zurück. Nachdem eine erste Kompromisskandidatin im Parlament zunächst gescheitert war, wurde am 16. November 2020 der Zentrumspolitiker Francisco Sagasti zum neuen Parlamentspräsidenten gewählt, der somit verfassungsgemäß bis zum 28. Juli 2021 ins Amt des peruanischen Präsidenten aufrückte. Seit dem 7. Dezember 2022 ist Dina Ercilia Boluarte die Präsidentin von Peru.

### Ministerpräsident und Regierung
Der Ministerpräsident (Amtsbezeichnung: Presidente del Consejo de Ministros, Vorsitzender des Ministerrates) leitet des Kabinett. Rechtlich gesehen ist Peru eine semipräsidiale Republik, da die Nominierung des Ministerpräsidenten durch den Präsidenten gemäß der Verfassung vom Kongress bestätigt werden muss und da der Kongress den Regierungschef durch ein Misstrauensvotum stürzen kann.

### Die Verwaltungsgliederung – Regionen, Provinzen, Distrikte
Der Zentralstaat Peru ist in 24 Regionen (span. Departamentos) aufgeteilt und diese sind in 195 Provinzen (span. Provincias, Sg. Provincia) und diese wiederum in 1874 Distrikte (span. Distritos, Sg. Distrito) unterteilt. Zwei Ausnahmen sind davon Callao bei Lima und Lima selbst.

### Kongress der Republik Peru
Das peruanische Parlament ist der Kongress der Republik Peru (span.: Congreso de la República del Perú). Der Kongress kann den Präsidenten über ein Misstrauensvotum absetzen. Von diesem Recht machte der Congreso oft Gebrauch, er leitete zahlreiche Amtsenthebungsverfahren ein, unter anderem gegen Alberto Fujimori (im Jahr 2000), Pedro Pablo Kuczynski (2017), Martín Vizcarra (2019 und 2020) und Pedro Castillo (im November 2021, im März 2022 und im Dezember 2022). Anfang August 2022 hatte der Kongress folgende Zusammensetzung (in Klammern zum Vergleich die Zahl der Mandate der Parteien zu Beginn der Legislaturperiode nach der Wahl am 11. April 2021): Perú Libre 16 (37), Fuerza Popular 24 (24), Acción Popular 14 (16), Alianza para el Progreso 11 (15), Renovación Popular 9 (13), Avanza país – Partido de Integración Social 9 (7), Juntos por el Perú 5 (5), Podemos Perú 5 (5), Somos Perú 5 (5), Bloque Magisterial de Concertación Nacional 10 (0), Perú Democrático 6 (0), Integridad y Desarollo 5 (0), Perú Bicentenario 5 (0) und 6 (3) parteilose Abgeordnete.

### Wahlen
In Peru herrscht Wahlpflicht. Erscheint ein wahlberechtigter Bürger nicht zu den Präsidentschaftswahlen, so muss er im Nachhinein ein Bußgeld zahlen. Da es sich jedoch um geheime Wahlen handelt, kann die Abgabe nicht verwertbarer Stimmzettel nicht bestraft werden.
2020
Nachdem im September 2019 das Parlament aufgelöst worden war, wurde zur Beendigung der angebrochenen Legislaturperiode am 26. Januar 2020 über die neue Zusammensetzung des Parlaments abgestimmt. Da ein neues Wahlgesetz die Wiederwahl von Abgeordneten jedoch verhindert, waren viele etablierte Politiker nicht zu dieser Wahl angetreten. Einen überraschenden Erfolg errang die zuvor bedeutungslose Partei Frente Popular Agrícola del Perú (FREPAP), die zur drittstärksten Kraft wurde.
2021
Im Juli 2020 setzte der damalige Präsident, Martín Vizcarra, die Neuwahl des Präsidenten und des Kongresses am 11. April 2021 an. Eine Woche vor der Wahl gab es unter den Bewerbern für die Präsidentschaft keine klare Favoriten. Sechs Kandidaten konnten noch darauf hoffen, in der ersten Runde das beste oder zweitbeste Ergebnis zu erzielen und so in die Stichwahl der zweiten Runde zu gelangen. Bei Meinungsumfragen erlangte keiner von ihnen mehr als 13 % Zustimmung. Nach einer Stichwahl mit Keiko Fujimori konnte Pedro Castillo die meisten Stimmen auf sich vereinigen. Am 29. Juli 2021 schwor er den Amtseid als Staatspräsident. Er ernannte Guido Bellido der linksgerichteten Bewegung Peru Libre zum Premierminister. Im Kongress stellen jedoch die Abgeordneten der Parteien der Mitte und der Rechten die Mehrheit. Im Oktober 2021 trat Guido Bellido – nach eigenen Angaben – auf Wunsch Castillos zurück. Seine Nachfolgerin wurde die Umwelt- und Menschenrechtsaktivistin Mirtha Vásquez.
2022–2023
Pedro Castillo kündigte am 7. Dezember in einer Fernsehansprache die Auflösung des Kongresses an. Dieser Schritt war allerdings verfassungswidrig, Castillo wurde vom Kongress abgesetzt und inhaftiert. Nachfolgerin ist eine Regierung unter der vormaligen Vizepräsidentin Dina Boluarte. Folge dieser Ereignisse waren Massenproteste der peruanischen Bevölkerung, an denen sich vor allem Indigene beteiligten und die Freilassung Castillos sowie die Einberufung einer verfassungsgebenden Versammlung forderten. Die Ordnungskräfte reagierten mit Gewalt; nach offiziellen Angaben kamen 58 Menschen im Zuge der Proteste ums Leben.

### Politische Indizes
| Name des Index                     | Indexwert    | Weltweiter Rang | Interpretationshilfe | Jahr |
| ---------------------------------- | ------------ | --------------- | --- | ---- |
| Fragile States Index               | 72 von 120   | 76 von 179      | Stabilität des Landes: erhöhte Warnung 0 = sehr nachhaltig / 120 = sehr alarmierend Rang: 1 = fragilstes Land / 179 = stabilstes Land | 2024 |
| Demokratieindex                    | 5,69 von 10  | 78 von 167      | Hybridregime 0 = autoritäres Regime / 10 = vollständige Demokratie                                                                    | 2024 |
| Freedom in the World Index         | 66 von 100   | —               | Freiheitsstatus: teilweise frei 0 = unfrei / 100 = frei                                                                               | 2024 |
| Rangliste der Pressefreiheit       | 42,9 von 100 | 130 von 180     | Schwierige Lage für die Pressefreiheit 100 = gute Lage / 0 = sehr ernste Lage                                                         | 2025 |
| Korruptionswahrnehmungsindex (CPI) | 31 von 100   | 127 von 181     | 0 = sehr korrupt / 100 = sehr sauber                                                                                                  | 2024 |

### Außenpolitik
Die Beziehungen zu den USA haben für Peru traditionell außenpolitische Priorität. Entsprechend hat der peruanische Präsident Pedro Pablo Kuczynski als einer der ersten ausländischen Staatsoberhäupter Ende Februar 2017 den neuen US-Präsidenten Donald Trump in Washington besucht. Gleichzeitig ist Peru an einer Vertiefung seiner Beziehungen zu den lateinamerikanischen Staaten – insbesondere zu den Mitgliedstaaten der auf wirtschaftliche Integration ausgerichteten Pazifikallianz –, zur EU, zu Russland und zu den Staaten des pazifischen Raums interessiert. Die Übernahme der pro-tempore-Präsidentschaft der Pazifikallianz (von Juli 2015 bis Juli 2016), die Unterzeichnung des Transpazifischen Partnerschaftsabkommens (TPP) im Februar 2016 sowie die Ausrichtung des APEC-Gipfels im November 2016 unterstreichen dies.
Der Ausbau der Beziehungen zu Brasilien hat für Peru einen hohen Stellenwert. Mehrere interozeanische Straßenverbindungen sind entstanden. Zudem wird der Bau einer biozeanischen Eisenbahnstrecke geprüft. Brasilianische Investoren haben sich vermehrt an großen Infrastrukturvorhaben beteiligt, ein Engagement, das in jüngster Zeit wegen zahlreicher Korruptionsvorwürfe von der Öffentlichkeit allerdings zunehmend kritisch gesehen wird. 
Peru ist mit Kolumbien, Ecuador und Bolivien Mitglied der Andengemeinschaft (CAN), deren Bemühungen um politische und wirtschaftliche Integration der Region jedoch nicht zuletzt wegen der unterschiedlichen politischen Ausrichtungen der Regierungen der beteiligten Staaten gegenwärtig schleppend vorankommt.
Am 8. Dezember 2004 wurde in Cusco/Peru die Gemeinschaft der südamerikanischen Staaten (CNS) gegründet, deren Mitglied Peru ist. Im April 2007 wurde sie in Union Südamerikanischer Staaten (UNASUR) umbenannt.
Wirtschaftlich am bedeutendsten ist die Mitgliedschaft des Landes in der Pazifik-Allianz (Alianza del Pacífico). Sie ist eine vorwiegend auf Freihandel und wirtschaftliche Integration ausgerichtete Gruppierung. Auf dem Gipfeltreffen im Februar 2014 in Cartagena/Kolumbien beschlossen die Mitgliedstaaten, 92 % der Güter von Zöllen zu befreien.

### Verwaltungsgliederung
Peru ist in 25 Departamentos, 196 Provinzen (Provincias) und 1874 Bezirke (Distritos) gegliedert (Stand 2020). Allerdings gibt es bei den Bezirken nur 15 % mit einem genauen Grenzverlauf und bei den Provinzen sind es nur 12. Seit der Regionalisierung des Landes im Jahre 2002 sind die Departamentos Selbstverwaltungseinheiten mit einem Gobernador an der Spitze der durch direkte Wahl bestimmt wird. Die ersten landesweiten Regionalwahlen fanden im November 2002 statt. Geplant war auch die Gliederung des Landes in Regionen (Regiones). Bei einem Referendum am 30. Oktober 2005 sprachen sich 78 Prozent der Bevölkerung von 16 Departamentos gegen ihre Zusammenlegung zu fünf Regionen (Norte, Nor Centro Oriente, Ica-Huancavelica-Ayacucho, Cusco-Apurímac und Arequipa-Puno-Tacna) aus.
Regionen Perus
- Amazonas
- Ancash
- Apurímac
- Arequipa
- Ayacucho
- Cajamarca
- Callao
- Cusco
- Huancavelica
- Huánuco
- Ica
- Junín
- La Libertad
- Lambayeque
- Lima
- Loreto
- Madre de Dios
- Moquegua
- Pasco
- Piura
- Puno
- San Martín
- Tacna
- Tumbes
- Ucayali

### Militär
Die peruanischen Streitkräfte bestehen aus den Teilstreitkräften Heer (Ejército del Perú), Marine (Marina de Guerra del Perú) und Luftwaffe (Fuerza Aérea del Perú).
Peru hat die viertgrößten Streitkräfte in Lateinamerika (nach Brasilien, Mexiko und Argentinien) und verfügt aktuell etwa über 95.000 Soldaten und über ca. 190.000 Reservisten (Stand: 2019). Das Land hat derzeit 85 Kampfpanzer. Die Luftstreitkräfte verfügen über 94 Kampfflugzeuge. Die Marine kann auf etwa 60 Schiffe zurückgreifen, darunter 7 Fregatten und 6 U-Boote. Der Militärhaushalt belief sich im Jahre 2017 auf 5.560 Millionen $.

## Wirtschaft

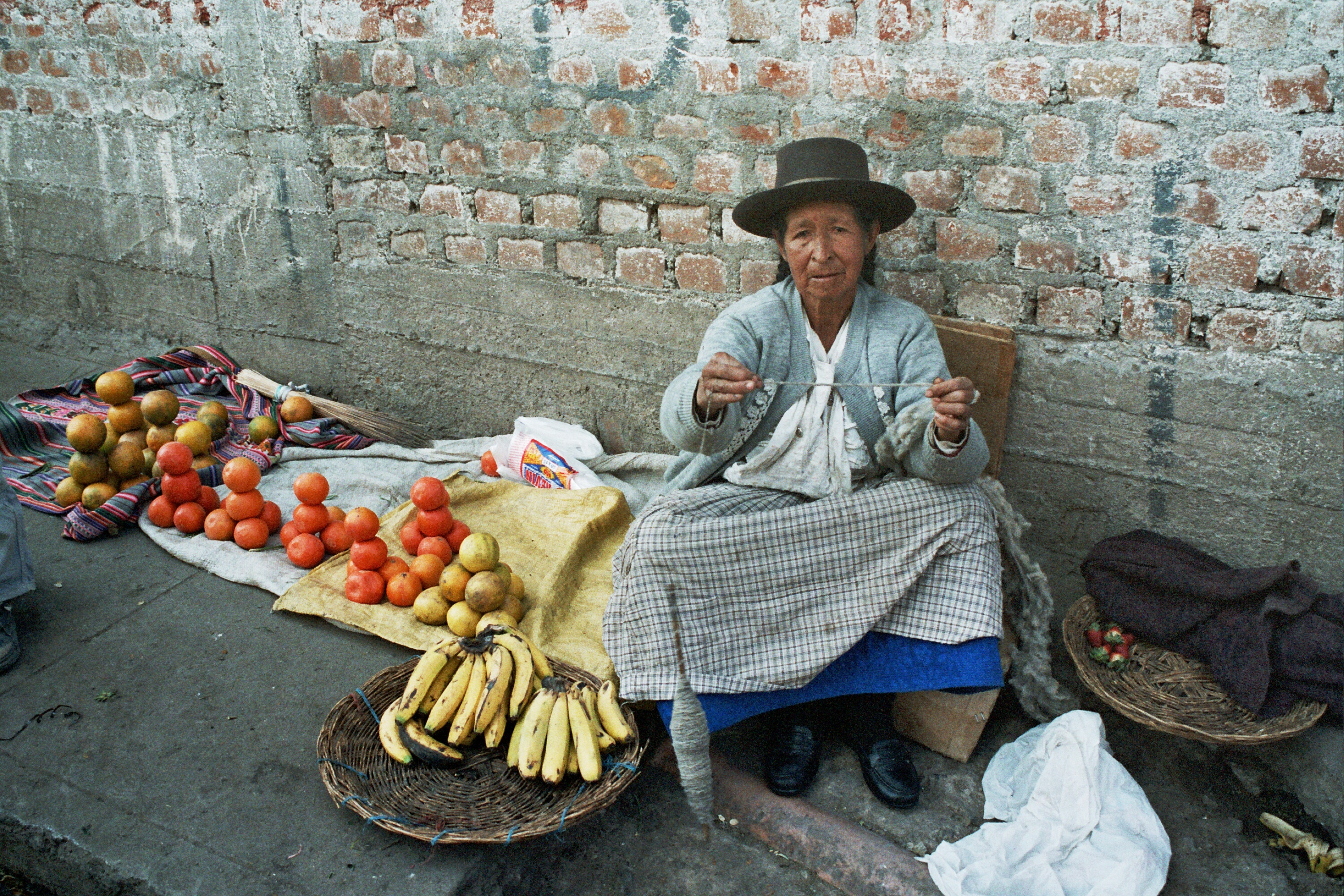
Obstverkäuferin in typischer Kleidung auf dem Markt in Ayacucho

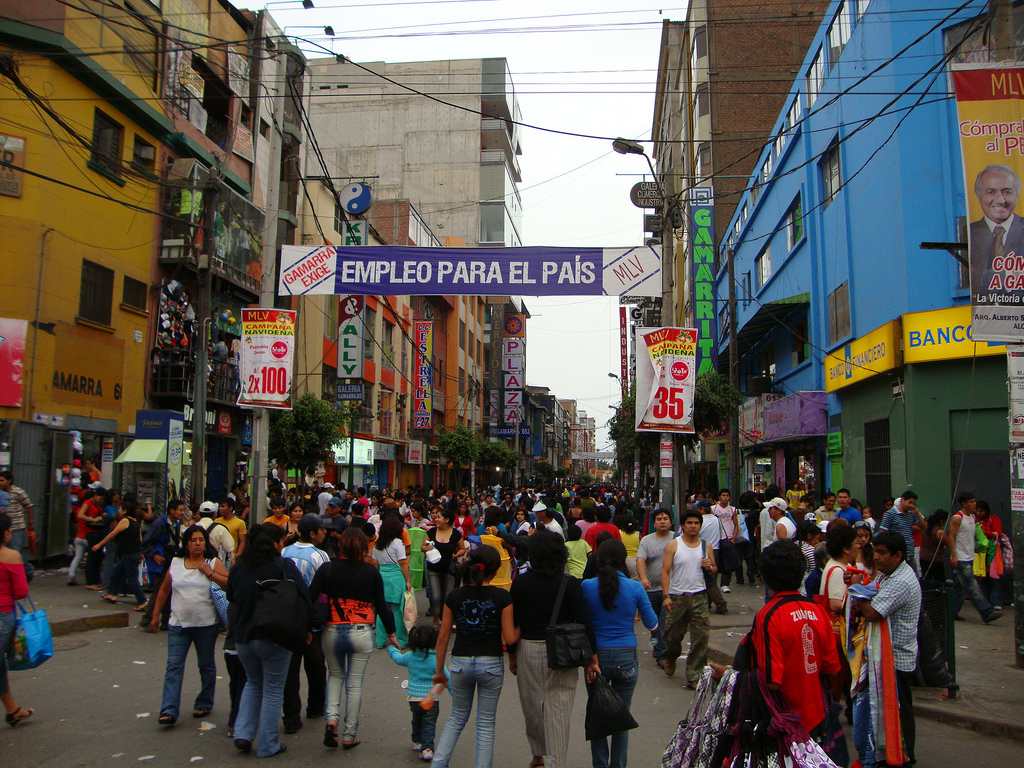
Av. Agustin Gamarra, Einkaufsstraße in Lima

### Wirtschaftliche Lage
Gemessen an wirtschaftlichen Indikatoren zählt Peru laut Weltbank zur Gruppe der Schwellenländer (Upper-middle-income economies).
Im Oktober 2015 tagten die Weltbank und der IMF in Lima. Auf diesen Anlass hin erstellte die Weltbank eine Analyse der wirtschaftlichen und sozialen Entwicklung des Landes, welches als Vorzeigeland bei Entwicklungsorganisationen gilt. So ist die Wirtschaft während der letzten zehn Jahre durchschnittlich um 6,4 % gewachsen, das zweitbeste Resultat aller Länder in Lateinamerika und der Karibik. Im selben Zeitraum verdoppelte sich das Pro-Kopf-Einkommen auf 6370 USD. Dabei sind die Einkommen der ärmsten 40 % aller Haushalte stärker gestiegen als der Durchschnitt. Auch ist es gelungen, die Sparquote von 10 % des BIP in den 1990er-Jahren auf 22 % im Jahr 2014 zu steigern.
Peru ist eines der wirtschaftsliberalsten Länder Lateinamerikas. Im Global Competitiveness Index, der die Wettbewerbsfähigkeit eines Landes misst, belegt Peru Platz 72 von 137 Ländern (Stand 2017–2018). Seit dem Jahr 2013 geht die Wettbewerbsfähigkeit Perus zurück. Dies vor allem deswegen, weil andere Länder in dieser Hinsicht viel aufgeholt haben. Von allen lateinamerikanischen Staaten konnte nur Chile seine Position um einen Rang verbessern. Weiter liegt es an geringeren ausländischen Investitionen, der Steuerpolitik und rechtlichen Bestimmungen, die wirtschaftliche Aktivitäten behindern.
Nach der offiziellen Statistik sanken die Einkommensungleichheit und die Armutsquote in den 2000er Jahren. Im Jahre 2009 lebten demzufolge 34,8 % der Bevölkerung in Armut. Der Anteil derer, die in extremer Armut lebten, lag 2009 bei 11,5 %. Mit einem Rückgang von knapp 20 Prozentpunkten seit 2001 sank die Armut in Peru – nach Argentinien – in Lateinamerika demnach am stärksten. Experten bezweifelten allerdings, dass die Statistik für 2009 die Armutszahlen Perus zutreffend abbildete, da der Anteil derer, die hungerten, laut derselben Statistik gestiegen war. Beim Einkommen wie bei der Armutsquote herrschen große regionale Unterschiede.
Der monatliche Mindestlohn beträgt seit 2018 unverändert 930 Soles. Kinderarbeit ist vielerorts anzutreffen: 2013 arbeiteten in Peru 1.650.000 Kinder unter 14 Jahren.
| Jahr                                    | 2010  | 2015   | 2016   | 2017   | 2018   | 2019   | 2020    | 2021   | 2022   | 2023   |
| --------------------------------------- | ----- | ------ | ------ | ------ | ------ | ------ | ------- | ------ | ------ | ------ |
| BIP in Mrd. USD (Kaufkraftparität)      | 269,7 | 369,7  | 388,0  | 404,9  | 426,6  | 449,1  | 423,0   | 506,7  | 557,4  | 574,3  |
| BIP pro Kopf in USD (Kaufkraftparität)  | 9.398 | 12.339 | 12.753 | 13.072 | 13.516 | 13.977 | 12.965  | 15.338 | 16.690 | 17.025 |
| BIP-Wachstum (real)                     | 8,3 % | 3,3 %  | 4,0 %  | 2,5 %  | 4,0 %  | 2,2 %  | −10,9 % | 13,4 % | 2,7 %  | −0,6 % |
| Inflation (in Prozent)                  | 1,5 % | 3,5 %  | 3,6 %  | 2,8 %  | 1,3 %  | 2,1 %  | 1,8 %   | 4,0 %  | 7,9 %  | 6,3 %  |
| Staatsverschuldung (in Prozent des BIP) | 25 %  | 24 %   | 24 %   | 25 %   | 26 %   | 27 %   | 35 %    | 36 %   | 34 %   | 33 %   |

| Entstehung und Verwendung des BIP (2020) | Entstehung und Verwendung des BIP (2020) | Entstehung und Verwendung des BIP (2020) | Entstehung und Verwendung des BIP (2020) |
| Entstehung des BIP (in %)                | Entstehung des BIP (in %)                | Verwendung des BIP (in %)                | Verwendung des BIP (in %)                |
| ---------------------------------------- | ---------------------------------------- | ---------------------------------------- | ---------------------------------------- |
| Bergbau/Industrie                        | 26,0                                     | privater Verbrauch                       | 64,9                                     |
| Handel/Gaststätten/Hotels                | 13,7                                     | Bruttoanlageinvestitionen                | 19,7                                     |
| Transport/Logistik/Kommunikation         | 8,6                                      | öffentlicher Verbrauch                   | 16,0                                     |
| Land-/Forst-/ Fischereiwirtschaft        | 8,2                                      | Außenbeitrag                             | 1,2                                      |
| Bau                                      | 7,1                                      | Bestandsveränderungen                    | −1,9                                     |
| Sonstige                                 | 36,4                                     |                                          |                                          |
| Quelle: gtai                             |                                          |                                          |                                          |

### Staatshaushalt, Steuern und Finanzen
Der Staatshaushalt umfasste 2016 Ausgaben von umgerechnet 66,4 Milliarden US-Dollar, dem standen Einnahmen von umgerechnet 60,8 Milliarden US-Dollar gegenüber. Daraus ergibt sich ein Haushaltsdefizit in Höhe von 1,9 % des BIP.
Die Staatsverschuldung betrug 2017 24,5 % des BIP.
Für 2018 ist vorgesehen, die Staatsausgaben mit dem Ziel, die Binnenkonjunktur zu stärken, um 7 % zu steigern. Was die pro Kopf Verschuldung betrifft (US$ 1600), so hat Peru die drittniedrigste in Lateinamerika und liegt noch vor Chile und Mexiko (nur Paraguay und Bolivien sind weniger verschuldet).
2020 betrug der Anteil der Staatsausgaben (in % des BIP) folgender Bereiche:
- Gesundheit: 6,3 %
- Bildung: 4,0 % (2021)
- Militär: 1,0 % (2023)

In Peru fällt bei allen finanziellen Transaktionen eine Steuer von 18 % an (Impuesto General a las Ventas (IGV), Stand 24/01/2018).
Insgesamt betrugen die Steuereinnahmen im Jahre 2017 90.706 Millionen Soles, das sind 1179 Millionen Soles weniger als im Vorjahr. Die staatliche Steuerverwaltung SUNAT ermittelte, dass sich 2017 die ausstehenden Steuern auf 58 Milliarden Soles summierten, davon entfallen auf die Mehrwertsteuer 22 Milliarden Soles und die Einkommensteuer 35 Milliarden Soles. Die großen Unternehmen schulden dem Staat 7 Milliarden Soles an Steuern. Weiter entgehen den Zollbehörden durch Schmuggel jährlich umgerechnet 600 Millionen US-Dollar.

### Finanzwirtschaft
Die Wertpapierbörse des Landes ist die Bolsa de Valores de Lima mit ihrem Leitindex S&P/BVL Peru General Index. Außerdem verfügt die Regierung über einen Staatsfonds - bekannt als Fondo de Estabilización Fiscal - um Überschüsse im Haushalt und Vermögen für konjunkturelle Schwankungen zu investieren. 

### Beschäftigung
| Wirtschaftlich aktive Bevölkerung Perus (in Millionen): |      |      |      |
| Jahr                                                    | 2013 | 2014 | 2015 |
| in %                                                    | 16,3 | 16,4 | 16,5 |

| Arbeitnehmer ohne Vertrag in Peru (in %) |      |      |      |      |      |      |      |      |      |      |      |
| Jahr                                     | 2007 | 2008 | 2009 | 2010 | 2011 | 2012 | 2013 | 2014 | 2015 | 2016 | 2017 |
| in %                                     | 79,9 | 79,1 | 77,2 | 77,1 | 75   | 74,3 | 73,7 | 72,8 | 73,2 | 72   | 73,3 |

Im Jahre 2015 wurden 5,1 Millionen Arbeitsverhältnisse gezählt, davon waren 64 % in der Privatwirtschaft tätig, 35 % arbeiten im staatlichen Bereich und 2 % waren als Selbständige für den Staat tätig. Von den 3,4 Millionen vertraglich abgesicherten Arbeitnehmern hat die Hälfte einen befristeten Vertrag. Die Lohnnebenkosten sind die höchsten in Lateinamerika und liegen bei 59 %. Das Durchschnittseinkommen eines Arbeitnehmers in Lima lag Mitte 2017 bei 1673 Soles pro Monat. Das entsprach dem 1,97-Fachen des damaligen gesetzlichen Mindestlohns von 850 Soles. Löhne ab 29.050 Soles müssen versteuert werden. Allerdings können Sonderausgaben geltend gemacht werden. 72 % der peruanischen Arbeitnehmer sind nicht vertraglich abgesichert. Der peruanische Arbeitnehmer wechselt durchschnittlich alle vier oder fünf Jahre den Arbeitgeber, sei es, weil er entlassen wurde oder gekündigt hat. Den Arbeitnehmern stehen im Jahr 43 arbeitsfreie Tage zu, allerdings liegt die Wochenarbeitszeit bei 48 Stunden. Die 43 arbeitsfreien Tage setzen sich zusammen aus 30 Urlaubs- und 13 Fest- und Feiertagen.
Mehr als die Hälfte der Peruaner sind Freiberufler.
2017 lag die Arbeitslosigkeit offiziellen Quellen zufolge bei 4,1 %. 68,6 % der Arbeitnehmer sind nicht vertraglich abgesichert, ein höherer Prozentsatz als in anderen Ländern Lateinamerikas. (siehe Artikel Peru – Schattenwirtschaft) In Kleinbetrieben sind 79 % der Arbeitnehmer ohne Vertrag und 65,3 % haben keinen regulären oder abgerechneten Verdienst.
Die Mehrheit der Arbeitnehmer ist in keiner Rentenversicherung. 2017 erhielten nur sechs von zehn Peruanern im Rentenalter eine Rente. Eine Arbeitslosenversicherung gibt es nicht.

### Schattenwirtschaft
Ein großer Teil der peruanischen Wirtschaft unterliegt keiner staatlichen Kontrolle (informeller Sektor). Besonders ausgeprägt ist dies im Bausektor. Zwischen 10 % und 15 % der für Investitionen und Einkäufe bestimmten Haushaltsmittel des Staates gehen durch Korruption verloren. Ähnlich stark von Korruption betroffen ist auch die öffentliche Auftragsvergabe. Nach einer Studie des Internationalen Wirtschaftsforums über Schmiergelder für den Zeitraum zwischen 2017 und 2018 liegt Peru gleichauf mit Brasilien und Kolumbien an 89. Stelle. (Die Studie umfasst 137 Staaten.) Jährlich entgehen dem Staat dadurch Einnahmen in Höhe von 12.974 Millionen Soles.
Der Umsatz im Drogenhandel beträgt zwei Prozent des Bruttosozialproduktes. Peru ist nach Kolumbien zweitgrößter Kokaproduzent weltweit. Die Anbaufläche im Jahre 2016 belief sich auf 55.000 ha, etwas weniger als 2008, der Ertrag liegt bei 410 Tonnen jährlich. Es werden 96.000 Tonnen Kokablätter geerntet, davon kauft der Staat 1820 Tonnen auf. Elf Prozent entfallen auf den lokalen Konsum: Die Kokapflanze dient der indigenen Bevölkerung als gesetzlich erlaubtes Genuss- und Nahrungsergänzungsmittel, weil das Kauen der Blätter Hunger, Müdigkeit, Kälte und Höhenkrankheit verdrängt.

### Außenhandel
Im Jahre 2017 führte Peru – so die Schätzung der Asociación de Exportadores (ADEX), des Verbandes der peruanischen Exportindustrie – Waren im Wert von 44.435 Millionen US-Dollar aus. Die Importe beliefen sich 2017 auf 39.714 Millionen US-Dollar. Im Jahre 2018 stiegen die Importe um 9,7 %, die Exporte um 7,1 %.
Ausfuhren 2018 nach Wirtschaftsbereichen (in % der Warenwerte):
- Bergbau (Erze und Minerale, vor allem Phosphate) 59 %
- Landwirtschaftsprodukte 14 %
- Erdöl und Erdgas 8 %
- Fisch und Fischmehl 7 %
- Sonstiges (Chemieprodukte, Textilien, Maschinen und anderes) 12 %

Peru hat Freihandelsabkommen mit 53 Ländern abgeschlossen. Sie umfassen 90 % des zollfreien Handels des Landes.
Das Abkommen mit der EU wurde am 13. April 2011 unterzeichnet. Durch das Freihandelsabkommen wurde der Export von Autos und Produkten der chemischen Industrie seitens Europa gefördert, für die lateinamerikanischen Länder erleichterte sich die Ausfuhr landwirtschaftlicher Produkte und von Bodenschätzen. Dadurch wurden Zölle in Höhe von 500 Millionen Euro abgebaut. Im Jahre 2017 schuf der Freihandelsvertrag 474.261 Arbeitsplätze, vor allem in der Landwirtschaft (Ausfuhr von Trauben, Mangos, Avocados etc.). Die Europäische Union exportierte 2010 Waren für 2.300 Millionen Euro nach Peru. Dies entspricht einer Steigerung von 31 % im Vergleich zum Vorjahr. Wichtigster Handelspartner Perus innerhalb der Europäischen Union ist Deutschland, wohin 2011 Waren im Gesamtwert von 1,9 Milliarden US-Dollar exportiert wurden. 11 % aller Importe Perus kommen aus Europa.
Abnehmer der traditionellen Ausfuhrgüter sind China (Kupfer und Fischmehl), die Vereinigten Staaten (Gold, Benzin, Trauben, Spargel und Molybdän), Japan (Kupfer und Zink) und Spanien (Naturgas). China, Perus wichtigster Handelspartner, nahm 2017 Waren für 11.455 Millionen US-Dollar ab. Das sind 36 % mehr als im Vorjahr und entspricht 26 % der gesamten Exporte. Exportiert werden hauptsächlich Kupfer und Fischmehl, Eisenerze und Silber. Weitere wichtige Handelspartner sind die USA mit einem Anteil an den Ausfuhren von 16 Prozent. Was den Handel mit den USA betrifft, so exportierte Peru 2016 Waren im Werte von 6185 Millionen US-Dollar. Die Importe beliefen sich auf 7083 Millionen US-Dollar. Dieses Ungleichgewicht bestand schon vor dem Freihandelsabkommen. Die Europäische Union mit 15 % Anteil nimmt Kupfer (56 %), Naturgas (125 %), Zink (12 %) und Avocados (24 %) ab. Der Anteil der Schweiz ist von 11 % auf 5 % zurückgegangen (Abnehmer von Gold). 56 % der Exporte gingen in die Länder der APEC (Bodenschätze und Fischmehl, aber auch Textilien und Agrarprodukte). Dennoch wurden die Anden als Fünfte Schweiz bezeichnet mit dem Aufbau einer Schweizer Community, was sich an vielen Handelsabkommen zeigt.
| Haupthandelspartner (2020) | Haupthandelspartner (2020) | Haupthandelspartner (2020) | Haupthandelspartner (2020) |
| Ausfuhr (in %) nach        | Ausfuhr (in %) nach        | Einfuhr (in %) von         | Einfuhr (in %) von         |
| -------------------------- | -------------------------- | -------------------------- | -------------------------- |
| Volksrepublik China        | 28,3                       | Volksrepublik China        | 28,6                       |
| Vereinigte Staaten         | 16,1                       | Vereinigte Staaten         | 18,5                       |
| Kanada                     | 6,2                        | Brasilien                  | 5,5                        |
| Südkorea                   | 5,8                        | Argentinien                | 4,6                        |
| Japan                      | 4,4                        | Mexiko                     | 4,2                        |
| Niederlande                | 3,7                        | Chile                      | 3,0                        |
| Schweiz                    | 3,5                        | Deutschland                | 2,8                        |
| Quelle: gtai               |                            |                            |                            |

| Entwicklung des Außenhandels                                 | Entwicklung des Außenhandels                                 | Entwicklung des Außenhandels                                 | Entwicklung des Außenhandels                                 | Entwicklung des Außenhandels                                 | Entwicklung des Außenhandels                                 | Entwicklung des Außenhandels                                 |
| in Mrd. US$ und seine Veränderung gegenüber dem Vorjahr in % | in Mrd. US$ und seine Veränderung gegenüber dem Vorjahr in % | in Mrd. US$ und seine Veränderung gegenüber dem Vorjahr in % | in Mrd. US$ und seine Veränderung gegenüber dem Vorjahr in % | in Mrd. US$ und seine Veränderung gegenüber dem Vorjahr in % | in Mrd. US$ und seine Veränderung gegenüber dem Vorjahr in % | in Mrd. US$ und seine Veränderung gegenüber dem Vorjahr in % |
| ------------------------------------------------------------ | ------------------------------------------------------------ | ------------------------------------------------------------ | ------------------------------------------------------------ | ------------------------------------------------------------ | ------------------------------------------------------------ | ------------------------------------------------------------ |
|                                                              | 2018                                                         | 2018                                                         | 2019                                                         | 2019                                                         | 2020                                                         | 2020                                                         |
|                                                              | Mrd. US$                                                     | % gg. Vj.                                                    | Mrd. US$                                                     | % gg. Vj.                                                    | Mrd. US$                                                     | % gg. Vj.                                                    |
| Einfuhr                                                      | 43,1                                                         | 8,5                                                          | 42,4                                                         | −1,8                                                         | 36,1                                                         | −14,9                                                        |
| Ausfuhr                                                      | 48,0                                                         | 8,5                                                          | 46,1                                                         | −3,9                                                         | 38,8                                                         | −16,0                                                        |
| Saldo                                                        | 4,9                                                          |                                                              | 3,8                                                          |                                                              | 2,7                                                          |                                                              |
| Quelle: gtai                                                 |                                                              |                                                              |                                                              |                                                              |                                                              |                                                              |

## Infrastruktur

### Straßennetz
| Jahr      | 2006 | 2007 | 2008 | 2009 | 2010 | 2011 | 2012 | 2013 | 2014 | 2015 | 2016 |
| Unfälle   | 5076 | 5466 | 5339 | 5183 | 5335 | 5615 | 5182 | 5738 | 5624 | 5453 | 6461 |
| Verletzte | 1594 | 1917 | 1812 | 1947 | 2090 | 2297 | 2060 | 2476 | 2334 | 2122 | 2997 |
| Tote      | 763  | 859  | 885  | 806  | 891  | 772  | 855  | 1001 | 826  | 788  | 812  |

Peru besitzt rund 72.900 km Straßen. Durch die großen Höhenunterschiede der Anden bestehen weiterhin infrastrukturelle Probleme vor allem bei allen in die oder über die Anden führenden Achsen. Der Ausbau erfolgt rapide; innerhalb weniger Jahre stieg der Anteil asphaltierter Straßen an diesen Achsen von ca. 15 auf fast 50 Prozent. Straßen in Berggegenden bleiben trotz des steten Ausbaus sehr unterhaltsanfällig (ständige Erdrutsche). Städte und Gemeinden verbinden Busse und Taxis.
Insgesamt kommen auf 1000 Einwohner 70 Autos, das ist weniger als in den Nachbarländern.
Peru liegt in der Verkehrsopferstatistik in Lateinamerika an siebter Stelle. Auf 100.000 Einwohner kommen 13,9 Verkehrstote. Zwischen 2007 und 2016 wuchs die Anzahl der Busse von 4437 auf 6038 Einheiten an (32,47 % mehr). Im gleichen Zeitraum wuchs die Anzahl der Lastwagen von 96.267 auf 277.422 Einheiten (Zuwachs von 115,05 %) Allerdings ging die Anzahl der Verkehrstoten von 859 auf 812 zurück. Die Zahl der Schwerverletzten stieg von 5466 auf 6461.
Für Fahrzeughalter gibt es zwei verschiedene Versicherungen : SOAT und AFOCAT. Die AFOCAT Versicherung gilt nur für eine bestimmte Region. Die SOAT tritt auch nur in begrenzter Höhe für die bei einem Unfall anfallenden Kosten ein. Tatsächlich haben diese Versicherung nur 2 Millionen von 5 Millionen Fahrzeugen, das sind 40 %. 25 % der Fahrzeuge verfügen über eine Vollkaskoversicherung.
Die Anzahl der Verkehrsunfälle stieg zwischen 2006 und 2016 um mehr als ein Viertel an – siehe nachfolgendes Diagramm.

### Luftverkehr
Der Aeropuerto Internacional Jorge Chávez befindet sich in Callao bei Lima und bewältigt beinahe alle Auslandsflüge. Außerdem gibt es in jeder Stadt kleinere Flughäfen für den Inlandsverkehr, 40 davon mit Hartbelagpisten, weitere 100 mit Naturpiste. In der Urwaldregion (Selva) gibt es Orte, welche nur auf vom Militär angelegten Flugpisten erreicht werden können.
Der inländische Flugverkehr wuchs zwischen 2015 und 2016 um 8,2 %. Jährlich werden 10 Millionen Passagiere transportiert. 47 % des inländischen Flugverkehrs werden über den Flughafen Jorge Chávez von Lima abgewickelt, auf ihn folgt der Flughafen Cusco mit einem Anteil von 14,7 %.

### Schienenverkehr

Betriebene Eisenbahnstrecken in Peru (nicht alle Details auf aktuellem Stand)

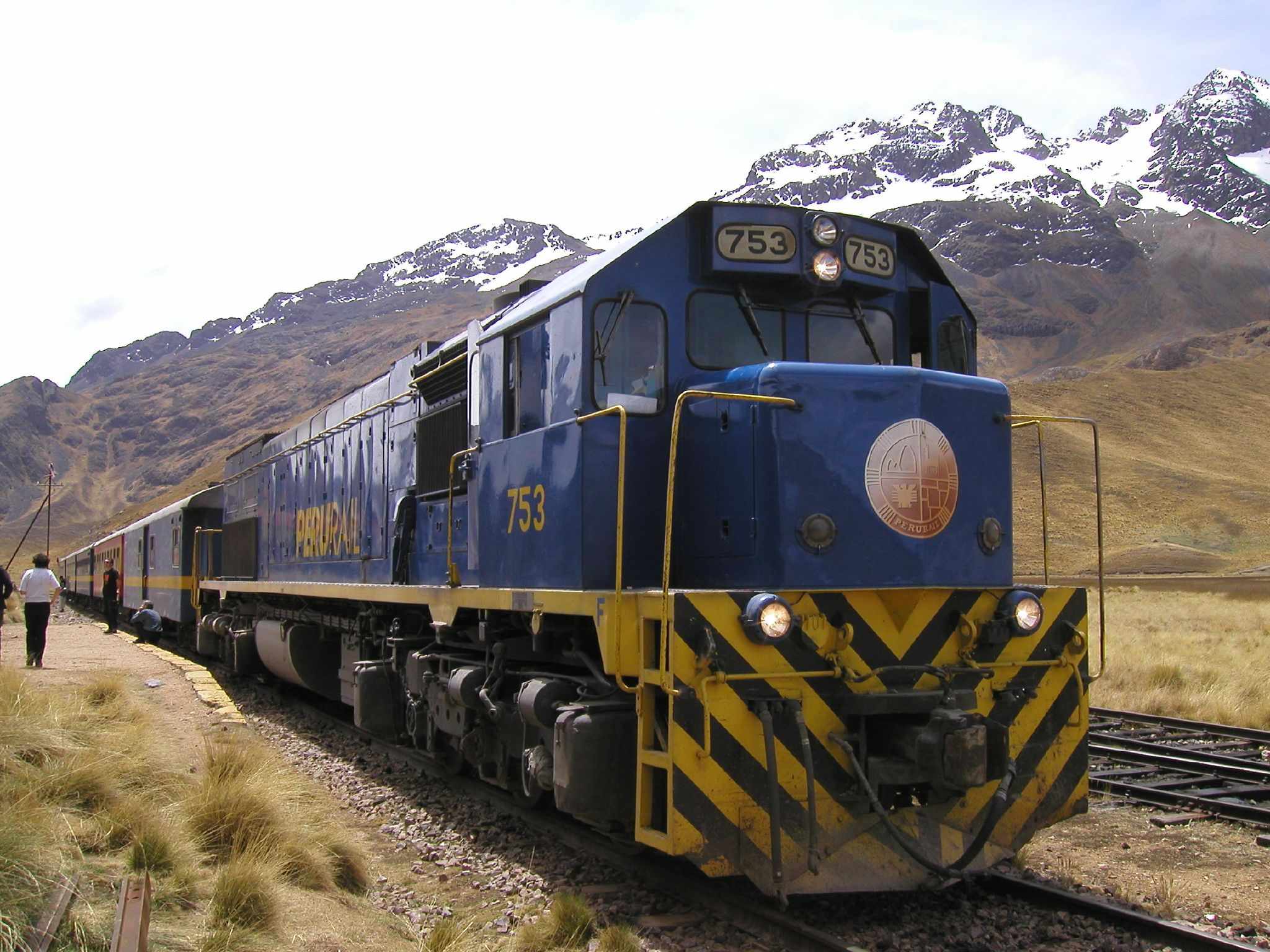
Zug des touristischen Verkehrs auf dem höchsten Bahnhof der Strecke Cusco–Puno, La Raya (4.314 m)

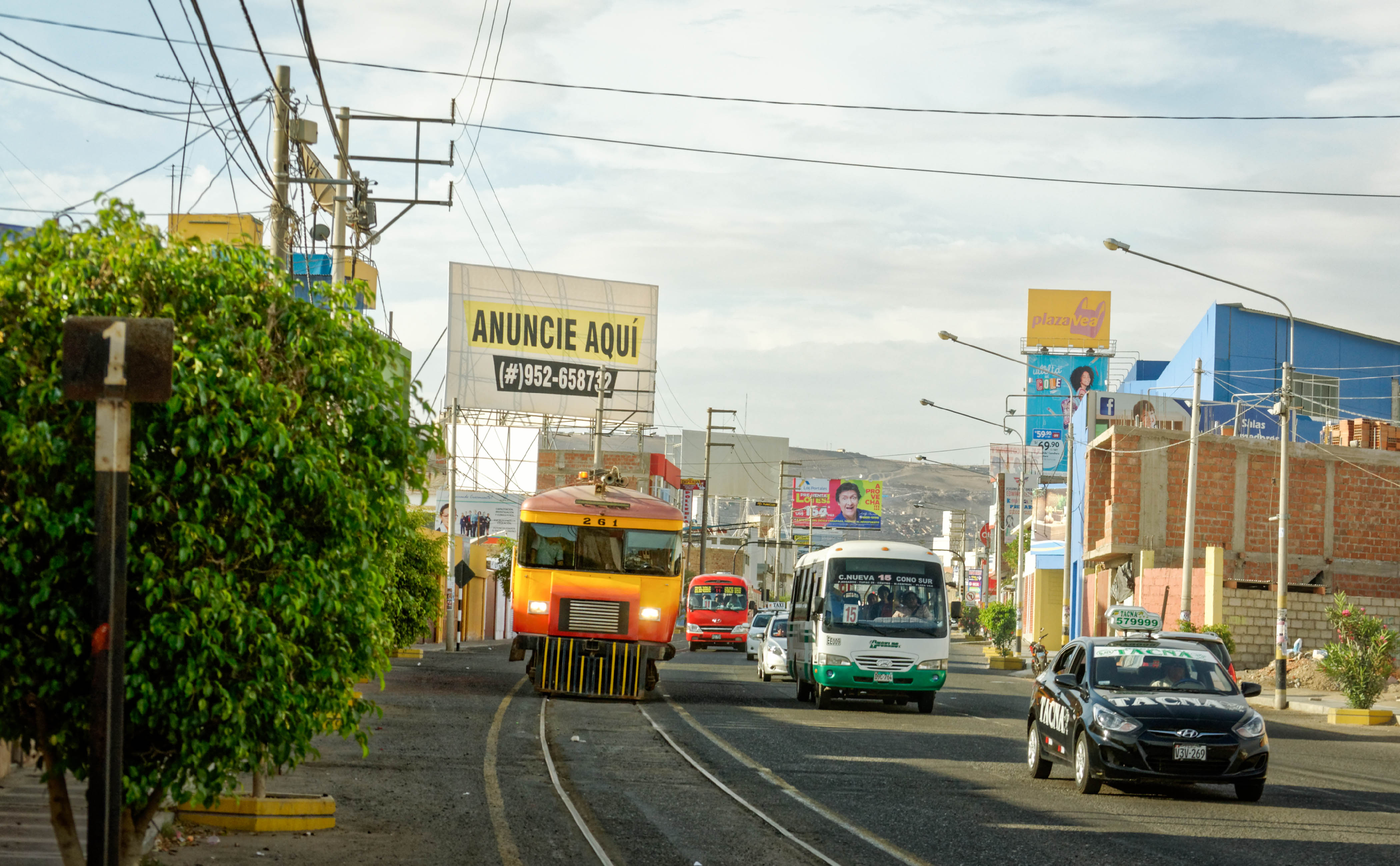
Triebwagen der Eisenbahn Tacna–Arica in Tacna: Einziger grenzüberschreitender Bahnverkehr Perus

Das peruanische Schienennetz besteht aus mehreren nicht miteinander verbundenen Teilnetzen. Das war immer so, ein landesweites Eisenbahnnetz gab es nie. Auch gab es zahlreiche unterschiedliche Spurweiten.
Derzeit sind zwischen 2200 und 2300 Kilometer in Betrieb. Etwa ebenso viele Bahnkilometer wurden irgendwann stillgelegt. Derzeit gibt es mehrere private Betreiber, von denen einige nur als Eisenbahnverkehrsunternehmen, andere auch als Infrastrukturbetreiber tätig sind. Einige weitere Bahnen werden von Bergwerksunternehmen ausschließlich als Werksbahnen ihrer eigenen Unternehmen betrieben.

### Energiewirtschaft

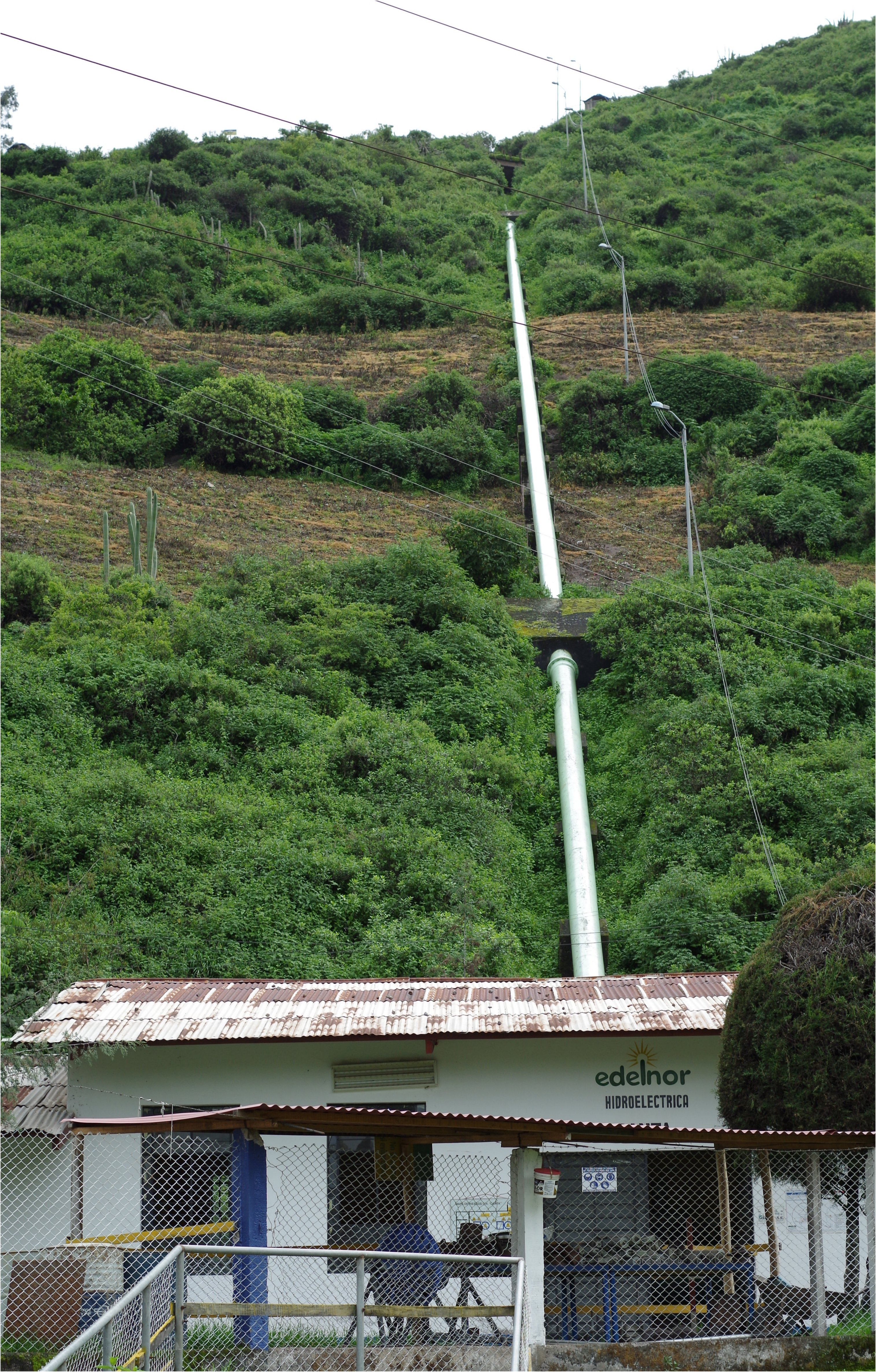
Wasserkraftwerk von Edelnor Huanamayo/Canta, Peru

Im Jahre 2017 wurden in Peru 52.499 GWh elektrische Energie erzeugt, 1,6 % mehr als 2016, öffentlich verfügbar waren 50.417 GWh (+1,5 %). 56,6 % dieser Energie stammte von Wasserkraftwerken, 40,7 % von thermoelektrischer Energie und bei 2,7 % gab es andere Energiequellen. Das nach installierter Leistung und Jahreserzeugung größte Kraftwerk in Peru ist der Kraftwerkskomplex Mantaro (Stand März 2015).
Peru hat Kapazitäten zur Generation von 11 Gigawatt und eine tatsächliche Nachfrage von 6 Gigawatt Strom. Hauptenergiequelle ist die Wasserkraft. Methoden alternativer Energieerzeugung spielen noch keine große Rolle. Der Anteil an Biomasse beläuft sich auf 0,4 %, die Solarenergie kommt auf 0,6 %. Im Jahr 2018 nahm Enel die größte peruanische Anlage zur Gewinnung von Solarenergie in Betrieb. Sie soll jährlich 440 GWh generieren, genug um 351.177 Haushalte mit Strom zu versorgen. Eine erste Windenergieanlage wird im Jahr 2014 ihren Betrieb aufnehmen.
Seit den 1980er-Jahren betreibt das Instituto Peruano de Energia Nuclear in Huarangai einen 10 MW Versuchsreaktor, der der Herstellung von Radiopharmaka zur Krebsbehandlung dient. Die Anlage, ursprünglich ein Gemeinschaftsprojekt mit Argentinien, ist die leistungsfähigste in Lateinamerika.
In den letzten 20 Jahren ist der Energiesektor jährlich 8 % gewachsen, d. h. Angebot und Nachfrage haben sich alle neun Jahre verdoppelt. Für 2016 ist vorgesehen, dass 96 % des Landes mit elektrischen Strom versorgt wird (gegenüber 87 % gegenwärtig (2013)). Seit 2011 gibt es auf Bestrebung von Chile Bestrebungen die Energienetze zu verknüpfen. Ein erster Schritt dazu soll eine Leitung sein, die Peru mit Ecuador verbindet. Diese soll 2021 einsatzfähig sein, danach soll eine Anbindung an das Stromnetz von Chile erfolgen.
Der durchschnittliche Strompreis lag 2009 bei 8,26 US-cent je kWh, variiert aber je nach Region und Kundengruppe: Der niedrigste Preis lag bei 4,09 US-Cent für Industriekunden in der Region Cusco, der höchste bei 16,63 US-Cent für Privatverbraucher in der Region Huancavelica.
Die meisten Energieversorgungsunternehmen sind private Unternehmen, ein kleiner Anteil der Energiegewinnung ist in staatlicher Hand. Mit fast 1,4 Millionen Kunden ist Enel Distribución Perú das wichtigste Stromversorgungsunternehmen des Landes. Es versorgt 57 Distrikte von Lima, Callao und die Provinzen von Huaura, Huaral, Barranca und Oyón.

### Telekommunikation
Im Jahre 2016 verfügten 71 % der Peruaner über ein Mobiltelefon, 2020 werden es voraussichtlich 84 % sein. 31 % (Studie der GSMA, nach IPSOS sind es 40 %) der Peruaner verfügen über ein Smartphone, für 2020 werden es 56 % sein. Die wichtigsten Betreiber der Mobilfunknetze sind Movistar, Claro und Entel. Bei insgesamt 9 Millionen Mobiltelefonen sind 47 % Kunden von Movistar, 32 % Kunden von Claro, 13 % entfallen auf Entel und 8 % auf Bitel. Insgesamt sind 42.051 Gemeinden mit dem Mobiltelefon zu erreichen. Im Jahr 2020 nutzten 65 Prozent der Einwohner Perus das Internet.
Als im Jahre 2012 damit begonnen wurde, mit Breitbandnetzen auch jene Gebiete zu versorgen, wo es noch keine privaten Anbieter gab, bestanden 8897 km Glasfasernetz, dies vor allem an der Küste. Heute (2017) gibt es nach Angaben des Ministeriums für Telekommunikation (MTC) ein Netz von 59.991 km, davon sind 76 % privat und 24 % wurden vom Staat finanziert. Allerdings wird das Angebot vor allem auf Grund der Kosten nicht angenommen. So hat der wichtigste Serviceprovider Azteca nur 26 Kunden. Gut 500 wären möglich. In 188 der 196 Provinzen gibt es ein Glasfasernetz (2017). Nur die Netze im Amazonasgebiet sind damit nicht verbunden. Und 70 % der Haushalte haben kein Internet mit Kabelanschluss.
Im Jahr 2022 nutzten 74,7 Prozent der Einwohner Perus das Internet.

## Kultur
Das kulturelle Leben ist vornehmlich auf wenige große Städte konzentriert, vor allem auf die Hauptstadt Lima. Weite Bereiche der Kultur sind heute geprägt durch die importierte Kultur der spanischen Eroberer und der von ihnen repräsentierten Religion.

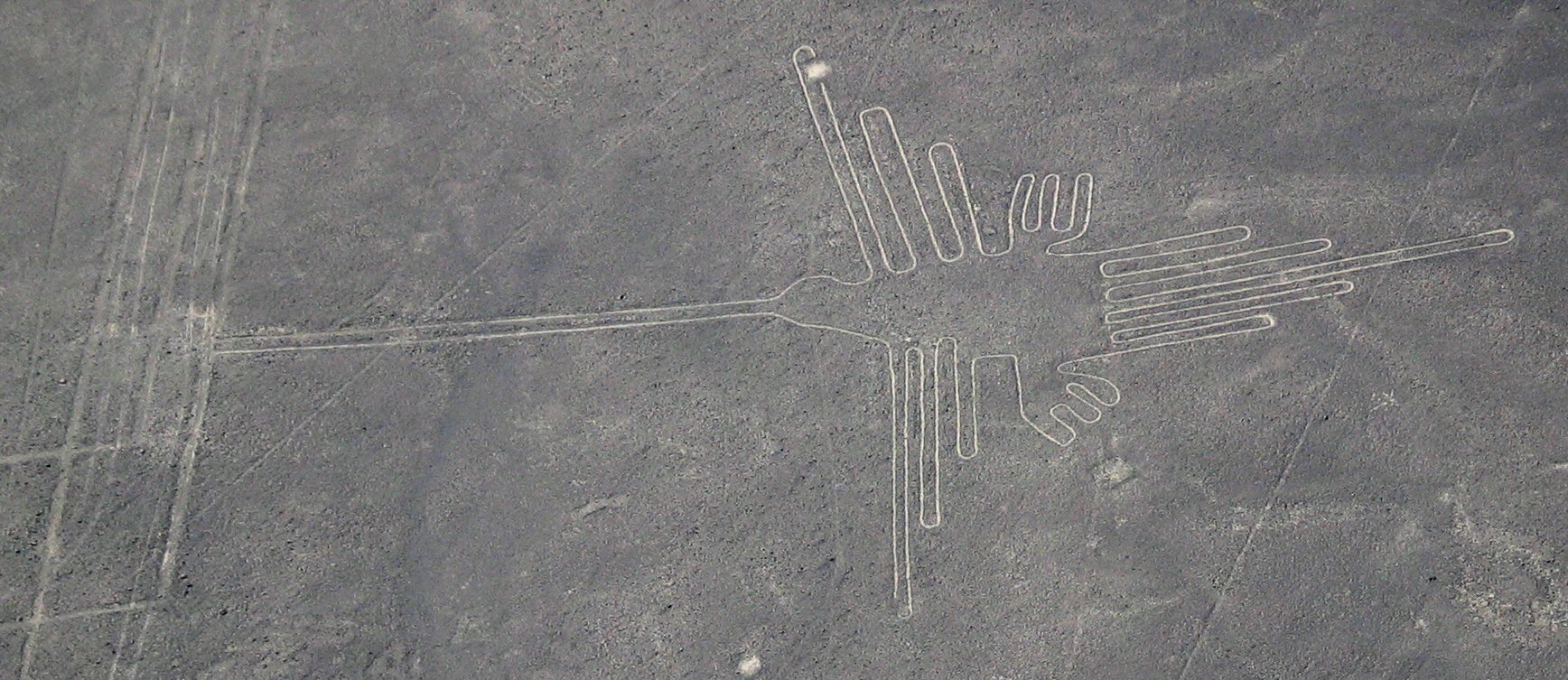
Nazca-Linien
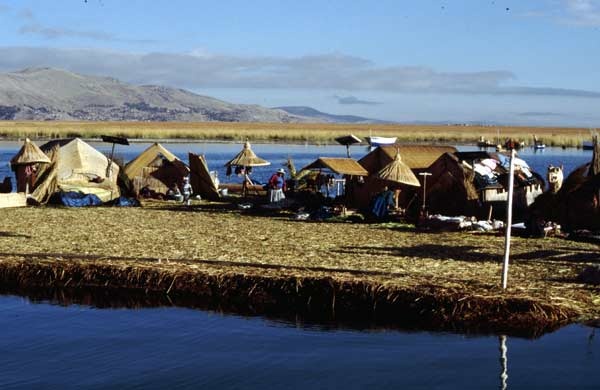
Uros, Titicacasee
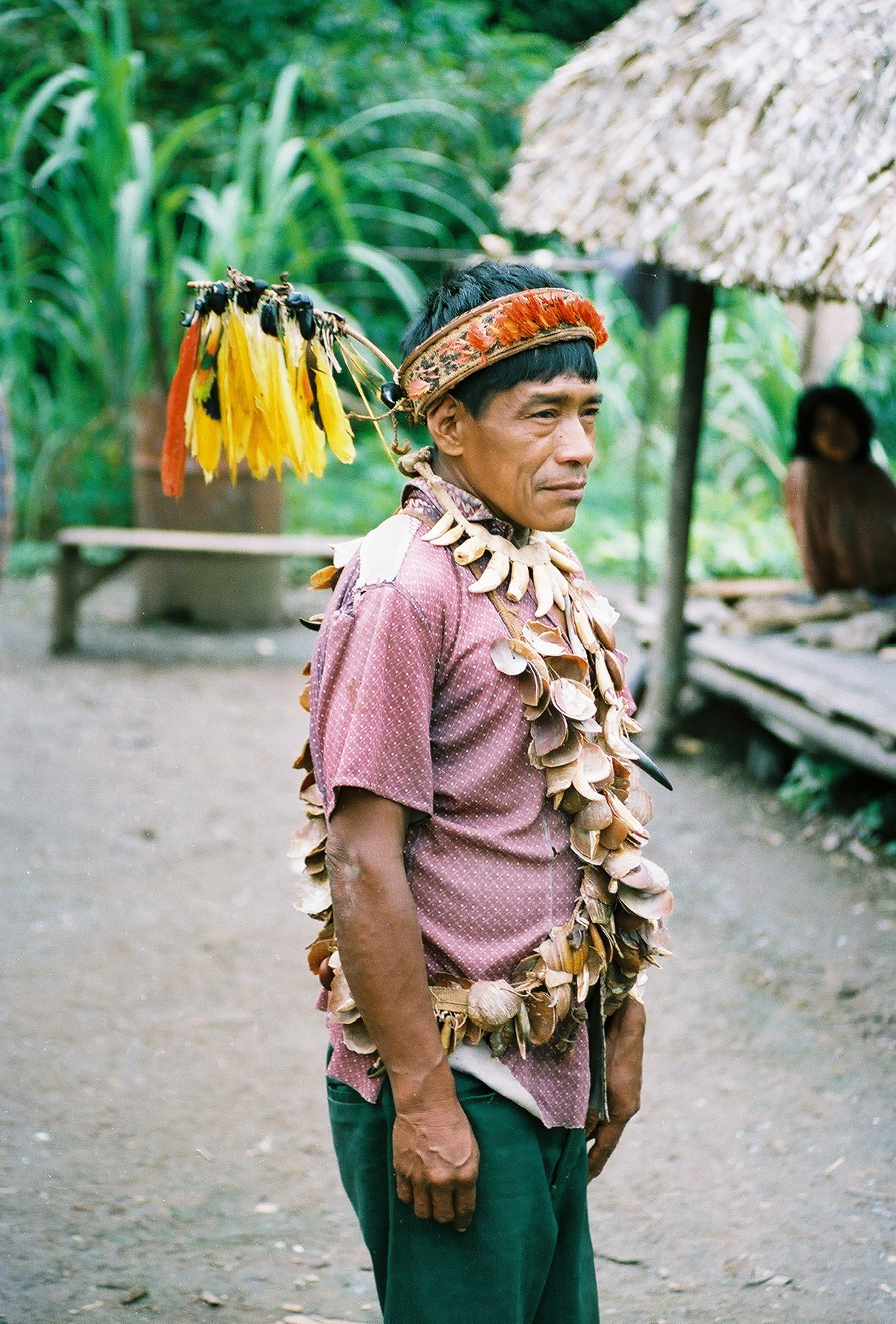
Schamane der Urarina
Machu Picchu

### Kunst

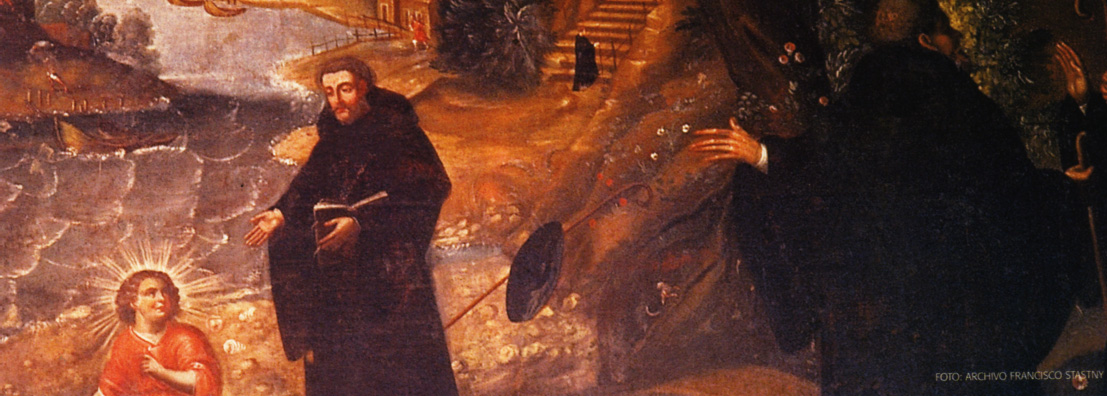
Gemälde der Cusco-Schule, anonym, 17. Jahrhundert

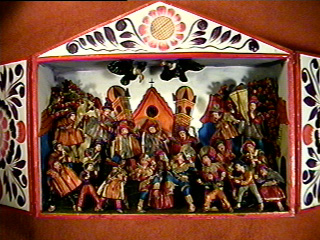
Retablo aus Ayacucho

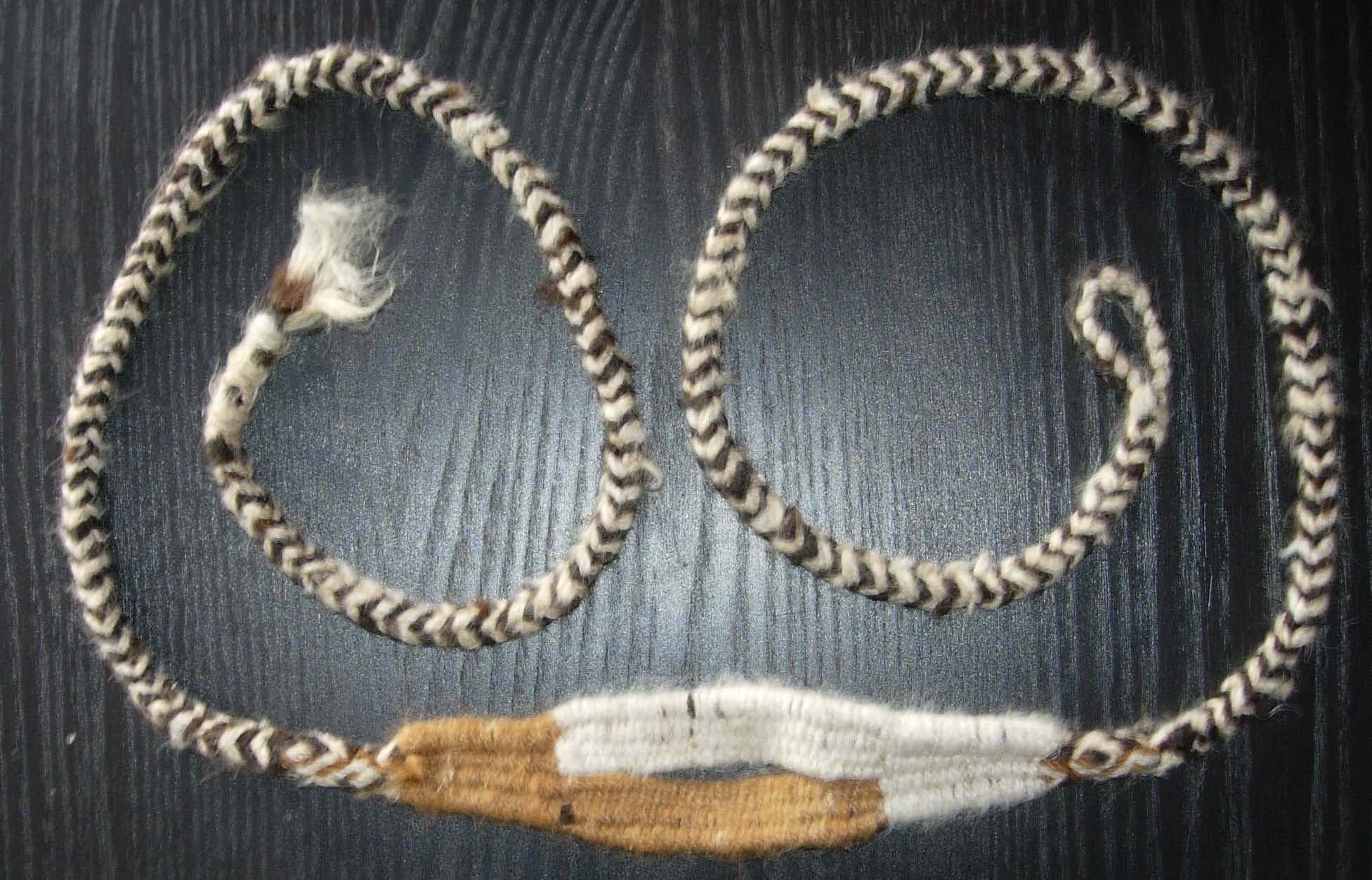
Steinschleuder aus Alpakahaar, Südperu

Die Stadt Cusco, in der viele indianische Künstler lebten, war in der spanischen Kolonialzeit ein wichtiges Zentrum der religiösen Malerei für ganz Südamerika. Gold- und Silberschmiede arbeiteten dort und in Lima vor allem für den europäischen Markt. Die Maler kopierten zunächst europäische Werke. Sie entwickelten jedoch einen eigenen Stil, indem sie vor allem Heilige, die in Begleitung von Tieren dargestellt wurden, wie Johannes den Täufer mit dem Lamm oder St. Markus mit dem Löwen, mit Szenen aus dem Leben der Hirten des Andenhochlands kombinierten. Diese Bilder wurden von den Hirten bei wichtigen Anlässen (z. B. Schafschur) mitgeführt. Mit ähnlichen Motiven wurden auch Figuren aus Stein oder Gips hergestellt (retablos) und in kleinen Holzkästchen, den cajas de Sanmarcos, aufgestellt.
Ein anderer Schwerpunkt der peruanischen Volkskunst war die Kürbisschnitzerei. Sie erlebte im 19. Jahrhundert eine Blüte: Schmuckkästchen, Puder- und Zuckerdosen wurden mit Szenen aus dem städtischen Leben dekoriert. Zentrum der Herstellung von Schnitzereien und retablos war die Stadt Ayacucho. In ihrer Region wurden als Schutzsymbole kleine Kirchen aus Ton auf den Hausdächern angebracht. Daraus entwickelte sich, besonders im Ort La Quina, ein eigener keramischer Stil: Rote Töpferware wurde nicht glasiert und ausschließlich mit weißer Farbe bemalt. Aus der präkolumbischen Zeit hielt sich die Herstellung kleiner Opfertiere aus Ton, der conopas, meist Lamas oder Alpakas, denen Alkohol oder Kokablätter in eine Vertiefung auf den Rücken gelegt wurde.
Peru hat eine alte Tradition der Textilherstellung, meist in Heimarbeit. Zur Kolonialzeit dienten die Verzierungen und Muster auf den Kleidern und Wandbehängen auch als Priestern und Behörden nicht verständliche Geheimsprache. Nach dem Aufstand Tupac Amarus II. im Jahr 1781 wurden indianisch aussehende Kleidungs- und Gebrauchsgegenstände von den Spaniern verboten. Durch die Bewegung des Indigenismus wurden viele präkolumbische Kunstfertigkeiten seit Beginn des 20. Jahrhunderts neu belebt; später kam Nachfrage durch Touristen hinzu.
Auch zwei bekannte peruanische Maler der Gegenwart, Amilcar Salomón Zorilla und Florentino Laime Mantilla verwenden indianisch beeinflusste Motive. Die Volkskunst dient auch dem Ausdruck politischer Konflikte: Nicario Jiménez und andere Künstler schufen in den 1980er-Jahren retablos, Skulpturen und Wandbehänge, in denen die von beiden Seiten verübte Gewalt des Krieges mit dem Sendero Luminoso dargestellt wurde, über die zu sprechen zu diesem Zeitpunkt lebensgefährlich sein konnte.

### Musik
Musik ist ein wichtiger Bestandteil der peruanischen Kultur. Die Quena (auch Andenflöte genannt), die Panflöte (Zampoña oder Ziku), der Cajón und die klassische Gitarre sind weit verbreitet.
Das bekannteste Lied Perus ist El Cóndor Pasa des peruanischen Komponisten Daniel Alomía Robles (1913 komponiert), das durch zahlreiche Coverversionen, unter anderem von Simon & Garfunkel, international beliebt wurde. An der Nordküste Perus wird die Marinera getanzt. Neben traditionellen Musikgattungen wie die Musik der Gruppe Cantos del Pueblo ist Rockmusik seit den 1950er-Jahren sehr populär. Líbido ist ein Beispiel für eine peruanische Pop/Rockband. Derzeit beliebte peruanische Metal/Grunge/Punk/Rockbands sind etwa Ni Voz Ni Voto, Por Hablar, Leuzemia, La Sarita. In Peru sehr weit verbreitete Musikrichtungen sind auch noch der Huayno und der Cumbia Andina, auch unter dem Namen Chicha bekannt.
Bekannte Musiker und Sänger sind beispielsweise Yma Sumac, Susana Baca, Chacalón, Chabuca Granda, Lucha Reyes, Cantos del Pueblo, Raúl García Zárate, Sonia Morales, Eva Ayllón, Zambo Cavero, Noséquién y Los Nosécuántos, Pedro Suárez-Vértiz, Los Shapis und Agua Marina.

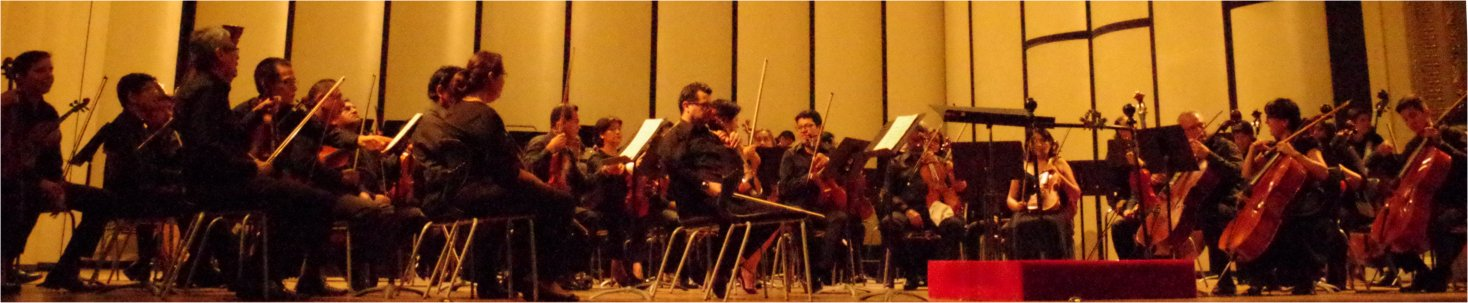
Orquesta Sinfónica Nacional Del Perú (ohne Dirigent)

Das Orquesta Sinfónica Nacional wurde am 11. August 1938 gegründet. Die Geschichte dieses Orchesters ist mit der deutschen Geschichte verflochten. Sein erster Dirigent bis 1960 war Theo Buchwald, der viele Musiker, die vor dem Anschluss Österreichs flüchteten, nach Lima holte. Weitere Dirigenten waren unter anderem Fritz Busch, Aaron Copland, Erich Kleiber, Igor Markevitch, Hermann Scherchen und Igor Stravinsky. Die Wirtschaftskrisen der neueren Zeit bedingten einen Niedergang auch im Schaffen dieses Orchesters. Der heute wichtigste Repräsentant der klassischen Musik Perus ist Juan Diego Flórez.

### Film
In den 1920er- und 1930er-Jahren entstanden durch Regisseure wie Ricardo Villarán einige Stumm- und Schwarzweiß-Filme, die jedoch über die nationalen Grenzen hinaus meist kein Publikum fanden. Auch im restlichen 20. Jahrhundert erhielten peruanische Filme international nur wenig Beachtung.
In den frühen 1980er-Jahren schlossen sich mehrere Filmemacher zur Grupo Chaski zusammen. Ihr Ziel war, mit sozialkritischen Dokumentar- und Spielfilmen die Realität des Landes zu schildern und eine Alternative zu kommerziellen Produktionen aus dem Ausland zu schaffen. Zu ihren auch international erfolgreichen Filmen gehören Gregorio (1985) über einen Jungen, der aus den Anden nach Lima kommt, und Juliana (1988) über ein Mädchen, das in Lima auf der Straße lebt. Die Regisseurin Maria Barea arbeitete nach dem Zerfall der Gruppe in der Frauenfilmgruppe Warmi weiter. Die in den Niederlanden lebende Peruanerin Heddy Honigmann verfilmte in Metall und Melancholie 1993 das Leben von Limaer Taxifahrern. Das deutsche Paar Christine und Kurt Rosenthal lebte und arbeitete 26 Jahre in Peru und drehte zahlreiche Filme über Peru und Lateinamerika, u. a. Die Brücke aus Gras (1979) und Traditionelle Medizin in Lateinamerika (1992/93).
Perus Filmindustrie ist vergleichsweise klein. Während in den Vorjahren meist zwei Filme pro Jahr produziert wurden, stieg die Anzahl der Produktionen jedoch 2004 auf fünf und 2005 auf acht Filme. Francisco José Lombardi gilt als der bedeutendste moderne Filmregisseur Perus. 1991 gewann er für sein Drama Der Himmel über Lima den Goya. Seine Literaturverfilmung No se lo digas a nadie war bei internationalen Filmfestivals erfolgreich. Ebenso Josué Méndez’ Días de Santiago (2006).
2009 ging der Goldene Bär der Berlinale nach Peru an den Film Eine Perle Ewigkeit (engl.: The Milk Of Sorrow) von Claudia Llosa. Der Film behandelt ein politisches Thema: die Folgen des peruanischen Bürgerkriegs, in dem von 1980 bis 2000 Regierungstruppen und Paramilitärs gegen die maoistische Guerilla kämpften. Ihr Onkel Luis Llosa hatte in den 1990er-Jahren mit teils in Peru, teils in den USA produzierten Thrillern einigen Erfolg.

### Kulinarisches

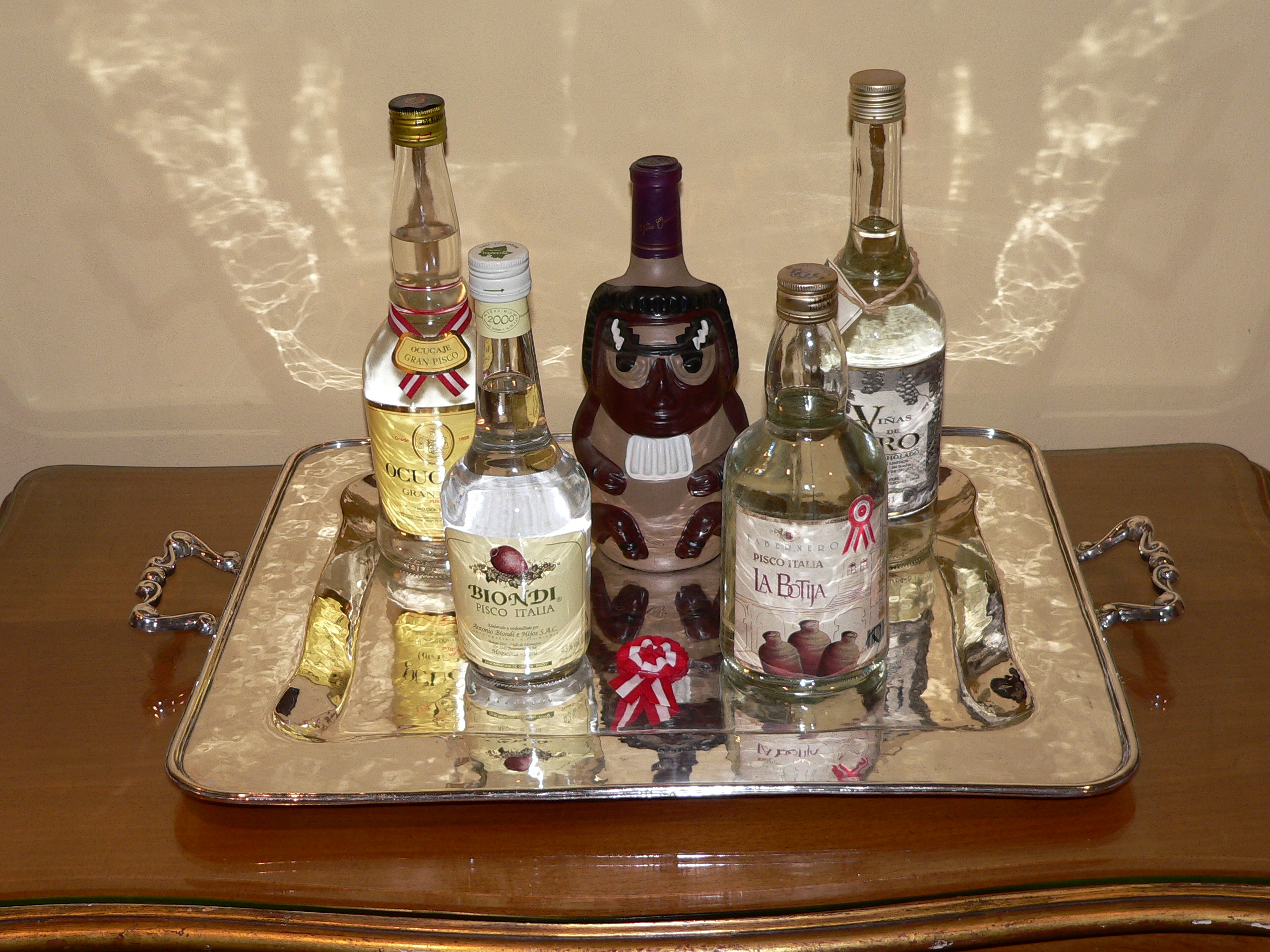
Pisco

Die geografischen Unterschiede zwischen Küste, Hochland und Regenwald und die damit verbundenen Ernährungstraditionen der vorkolumbischen Bewohner Perus verbinden sich mit der Küche der spanischen Eroberer. In der Mitte des 19. Jahrhunderts entstand durch chinesische Migranten eine peruanisch-chinesische Küche (Chifa). Durch schwarze Sklaven wurden auch afrikanische Elemente in die peruanische Küche eingebracht.
Typische Gerichte sind:

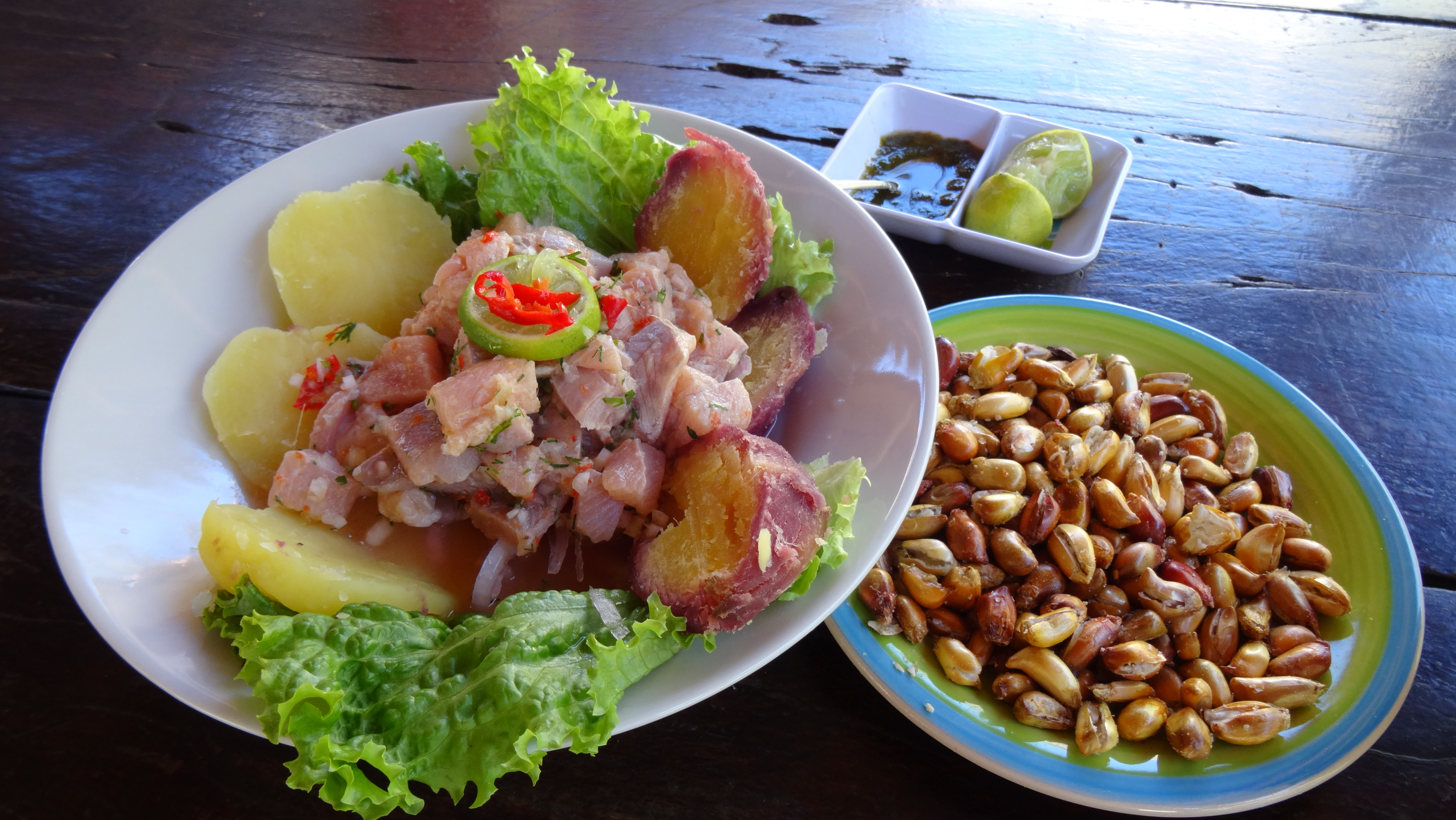
Peruanisches Ceviche mit Süßkartoffel und geröstetem Mais

- Ceviche (Gewürfelter roher Fisch bzw. Meeresfrüchte, die in Limettensaft mariniert und so gegart werden. Je nach Region unterschiedlich serviert mit Zwiebeln, Tomaten, Kartoffeln und geröstetem Mais)

- Escabeche de Pescado (gebratener Fisch an Essig-Zwiebelsauce)
- Anticucho (am Spieß gegrilltes Rinderherz)
- Arroz con Pollo (Reis mit Huhn) sowie Arroz con Pato (Reis mit Ente)
- Ají de Gallina (Hühnerfleisch in einer leicht scharfen, cremigen Chili-Soße)
- Rocoto Relleno (sehr scharfer Paprika mit Rindfleisch gefüllt und Käse überbacken)
- Estofado (ein Eintopf aus Fleisch, Kartoffeln, Mais und Möhren mit einer scharfen Käse-Paprika-Sauce)
- Seco de Carne (Rindsvoressen an einer Koriandersauce)
- Olluquito con Charqui (Knollengewächs Olluco mit getrocknetem Lama-Fleisch)
- Papa a la Huancaina (Kartoffelstücke mit einer scharfen Käsesoße)
- Causa Limeña (gewürzte Kartoffelmasse als Mantel, gefüllt mit Thon oder Huhn oder Russischem Salat)
- Carapulcra (Eintopf aus getrockneter Kartoffel und Fleisch)
- Albondigas (Fleischbällchen)
- Pachamanca (Quechua für „Erdtopf“, in Erdgruben zubereitetes Fleisch und Gemüse)
- Chicharrón de Chancho (geröstetes Schweinefleisch mit einer dicken Speckschwarte)
- Lomo saltado (mit Zwiebeln und Paprika gebratene Rindfleischstücke)
- Chupe de Camarones (Suppe aus Garnelen, Kartoffeln und Gemüse)
- Picante de Camarones (Garnelen in scharfer Tomatensauce, Spezialität von Arequipa)
- Sopa a la Criolla (landestypische Nudelsuppe mit Fleischeinlage)
- Tacacho (Knödel aus Kochbanane und Speck)
- Choclo con queso (gekochter Maiskolben mit Käse)
- Cuy chactado (gebratenes Meerschweinchen)

Man verwendet gern Fisch und Meeresfrüchte, Fleisch (Hühner-, Rind-, Schweine-, auch Meerschweinchen (Cuy)), Reis und verschiedene Sorten Kartoffeln, Süßkartoffeln, Mais, Yuca, Kochbananen. Spezielle Gewürze sind Koriander, vor allem Korianderblätter, die häufig als „Culantro“ bezeichnet werden, Safran, Kreuzkümmel (Cumin), Rocoto und Aji (Paprikaarten).
Das bekannteste alkoholische Getränk Perus ist der Pisco, ein Branntwein, der u. a. Bestandteil von Pisco Sour (Cocktail aus Limonensaft, aufgeschäumtem Eiweiß, Zucker, mit einigen Tropfen Angostura und etwas Zimt obendrauf) und Perú Libre (Longdrink aus Pisco und Cola) ist. Weitere in Peru sehr beliebte Getränke sind die Chicha (eine Art Bier auf der Basis von Mais), Chicha Morada (alkoholfreies Getränk aus violettem Mais, gewürzt mit Zimt) und Inca Kola (knallgelbe Limonade mit Bergamotte-Geschmack).

### Medien
Die wichtigen Tageszeitungen erscheinen sämtlich in Lima. Die älteste heute noch erscheinende ist El Comercio. Sie wurde 1839 gegründet und befindet sich seit über 100 Jahren im Besitz der Familie Miro Quesada. Sie verfolgt eine bürgerlich-konservative, aber unabhängige Linie, so verteidigte sie z. B. die Arbeit der Kommission für Wahrheit und Versöhnung gegen Angriffe von Regierung und Armee.
Der 1961 gegründete Expreso ist ein Boulevardblatt und unterstützte zunächst den liberalkonservativen Präsidenten Belaúnde, in den 1990er-Jahren dann Fujimori. Die 1981 gegründete La República tendiert zum demokratisch linken Spektrum. Wichtig für die politische Meinungsbildung ist das Wochenmagazin Caretas, das fujimorikritisch berichtete und sich durch Aufdeckung vieler politischer Skandale einen Namen gemacht hat. Aufgrund ihres für viele Peruaner zu hohen Preises haben Zeitungen aber nur eine begrenzte Leserschaft.
In Lima haben fast alle Bewohner Fernsehgeräte die digitalen Empfang zulassen, im nationalen Rahmen trifft dies auf 90 Prozent zu. Gegenwärtig haben 4,1 Millionen Haushalte Pay-TV, 1,75 Millionen Haushalte mit einem regulären Anschluss. Von den drei Betreibern Movistar, Claro und DirecTv hat Movistar mit 1,2 Millionen Haushalten den größten Anteil.
Neben landesweiten gibt es auch lokale Rundfunkstationen, die für Ereignisse und Debatten vor Ort oft eine zuverlässige Informationsquelle sind. Gesendet wird neben Spanisch auch in Quechua.

### Sport
Fußball ist Nationalsport des Landes. Die peruanische Fußballnationalmannschaft qualifizierte sich insgesamt fünfmal für die Fußball-Weltmeisterschaft und erreichte 1970 und 1978 das Viertelfinale. Beide Male war Teófilo Cubillas in der Mannschaft, 1972 wurde er zum südamerikanischen Fußballer des Jahres gewählt. Viele peruanische Nationalspieler (Carlos Zambrano, Claudio Pizarro, Jefferson Farfán, Yordy Reyna) spielen in europäischen Fußball-Ligen. Die Massenpanik beim Olympia-Qualifikationsspiel 1964 gilt mit 350 Toten bis heute als verheerendstes Unglück der Fußball-Geschichte.
Neben dem Fußball ist auch Volleyball beliebt. Die Volleyball-Nationalmannschaft der Frauen entfesselte in den 1980er-Jahren mit ihren internationalen Erfolgen einen in Südamerika ungewöhnlichen Begeisterungssturm. 1988 gewann sie die olympische Silbermedaille. Außerdem erwarb Peru mehrere Medaillen in olympischen Schießwettbewerben, darunter eine Goldmedaille.
Eine weitere populäre Sportart ist das Surfen. An der Pazifikküste südlich von Lima befinden sich mehrere gute Surfgebiete. Der bisher größte Erfolg war der Gewinn der Surfweltmeisterschaften in den Jahren 2004 und 2009 durch Sofía Mulánovich.
Special Olympics Peru wurde 1986 gegründet und nahm mehrmals an Special Olympics Weltspielen teil, unter anderem 2023 in Berlin.

### Feiertage
Neben lokalen Erntedank- und Patronatstagen gibt es folgende offizielle Feiertage:
- 1. Januar: Neujahr
- Februar/März: Carnaval (jeden Sonntag)
- März/April: Ostern (Gründonnerstag (Jueves Santo) bis Ostersonntag)
- 1. Mai: Dia de los Trabajadores (Tag der Arbeiter)
- Mai/Juni: Dia del Corpus (Fronleichnam)
- 14. Juni: Dia de los Campesinos (Tag der Bauern)
- 29. Juni: El Día de San Pedro y San Pablo (St. Peter und Paul)
- 28. Juli: Unabhängigkeitstag
- 29. Juli: Nationalfeiertag
- 15. August: Virgen de la Asunción (Mariä Himmelfahrt)
- 30. August: Santa Rosa de Lima (Tag der Heiligen Rosa von Lima)
- 8. Oktober: Tag der Marine
- 1./2. November: Allerheiligen
- 8. Dezember: Virgen de la Concepción (Fest der Unbefleckten Empfängnis)
- 25. Dezember: Weihnachten
- 31. Dezember: Noche de San Silvestre (Silvester)